# Liubliana
Liubliana es la capital y la mayor ciudad de Eslovenia. Surgió como campamento militar romano de la Legio XV Apollinaris a mediados del siglo I a. C., su carácter de ciudad se consolidó con la fundación de la Colonia Iulia Emona años más tarde. Tras sucesivas destrucciones, en el siglo VI se instalaron los antepasados de los eslovenos, y en el siglo XI cayeron bajo el dominio de los francos. Desde 1278, tras su conquista por parte de Rodolfo I de Habsburgo, la ciudad pasó a manos de los Habsburgo, situación que perduró hasta 1797.
Durante el periodo napoleónico, Liubliana fue capital de las Provincias Ilirias y entre 1816 y 1849 lo fue del Reino de Iliria. En 1918, tras la Primera Guerra Mundial, se incorpora al Reino de los Serbios, Croatas y Eslovenos, y tras la Segunda Guerra Mundial se convirtió en la capital de la República Socialista de Eslovenia, formando parte de Yugoslavia. En 1991, y tras un conflicto bélico, Eslovenia se independizó de Yugoslavia, siendo desde entonces Liubliana la capital del país.
Su patrimonio histórico y monumental, así como diversas celebraciones culturales que tienen lugar a lo largo del año, entre las que destaca el Festival Internacional de Verano, la convierten en una ciudad receptora de turismo tanto nacional como internacional. Entre sus monumentos más representativos se encuentran la Catedral, el Castillo, la Iglesia Franciscana de la Anunciación y el Puente de los Dragones, así como el conjunto de edificios modernistas. El arquitecto Jože Plečnik firmó muchos de los más destacados edificios de la ciudad.
Liubliana dispone de una red desarrollada de carreteras y ferrocarril, además de contar con un aeropuerto con vuelos internacionales e inmerso en obras de ampliación destinadas a ampliar su capacidad operativa, actualmente desbordada.
La Universidad de Liubliana, fundada en 1919, tiene su sede en la ciudad, y en el curso 2006-07 contaba con más de 63 000 alumnos. Su biblioteca sumaba cerca de 1 169 090 libros en 2004. Cuenta además con distintos institutos culturales internacionales, como el Instituto Cervantes (España), British Council (Reino Unido) o Instituto Goethe (Alemania).
Como capital del Estado, Liubliana alberga las sedes del gobierno (Asamblea Nacional y Consejo Nacional), ministerios, instituciones y organismos asociados, así como de la residencia oficial del presidente de Eslovenia. La ciudad es miembro de UCLG, UCUE, Eurocities, URBACT, Civitas Forum, Les Rencontres, European Cities Marketing y Global Cities Dialogue. En el plano económico, la ciudad mantiene una destacada posición a nivel nacional, es sede del principal mercado de valores del país, del Banco de Eslovenia y de numerosas empresas nacionales.
En 2016 fue premiada con el título Capital Verde Europea.

## Toponimia
El origen del nombre de la ciudad, Ljubljana, no está claro. En la Edad Media, tanto el río como la ciudad eran conocidos por el nombre alemán de Laibach. Este nombre se usó oficialmente como endónimo hasta 1918, y sigue siendo frecuente como exónimo alemán, tanto en el habla común como en el uso oficial. La ciudad se llama Lublana en muchos documentos en inglés, Lubiana en italiano, Labacum en latín y antiguamente Aemona.
Para la mayoría de los estudiosos, el problema ha sido cómo conectar los nombres eslovenos y alemanes. El origen a partir del vocablo eslavo ljub «amar, gustar» fue apoyado en 2007 como el más probable por el lingüista Tijmen Pronk, especialista en lingüística indoeuropea comparativa y dialectología eslovena, de la Universidad de Leiden. Apoyó la tesis de que el nombre del río derivaba del nombre del asentamiento. El lingüista Silvo Torkar, especializado en nombres personales y topónimos eslovenos, defendió la tesis de que el nombre de Ljubljana deriva de Ljubija, el nombre original del río Ljubljanica que la atraviesa, que a su vez deriva del nombre masculino eslavo Ljubovid, «aquel de aspecto encantador». El nombre Laibach, afirmaba, era en realidad un híbrido de alemán y esloveno y derivaba del mismo nombre personal.
Hay teorías señalan que el nombre proviene de una antigua ciudad eslava llamada Laburus. Otras versiones aseguran que el nombre deriva de la palabra latina aluviana, en referencia a una inundación en la ciudad. También es posible que se derive del nombre laubach que significa «marisma». Por último, algunos piensan que el nombre deriva de la palabra eslava luba que significa «amada».

## Geografía

### Ubicación

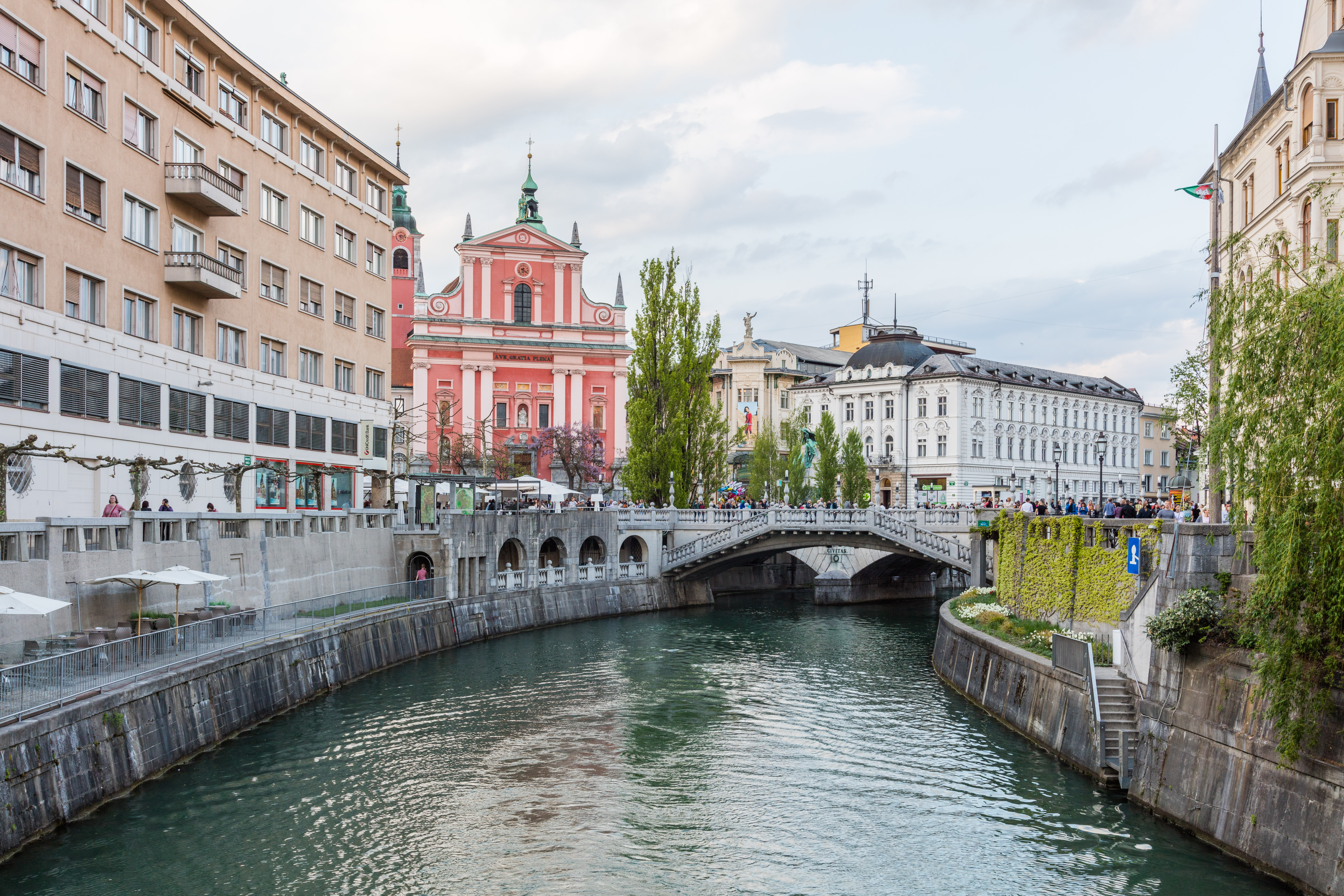
El río Ljubljanica baña la capital eslovena

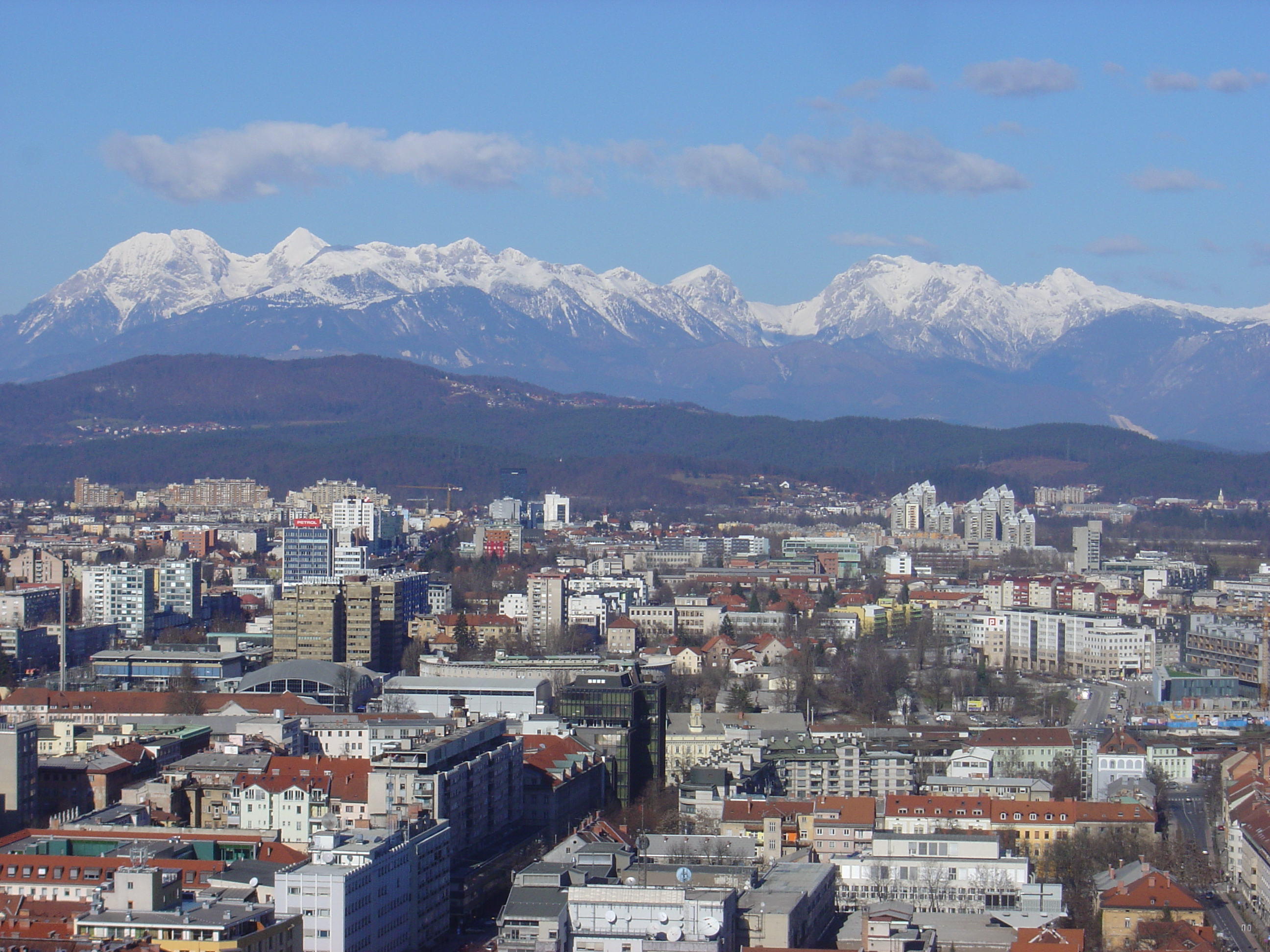
Vista de Liubliana con los Alpes de Kamnik al fondo

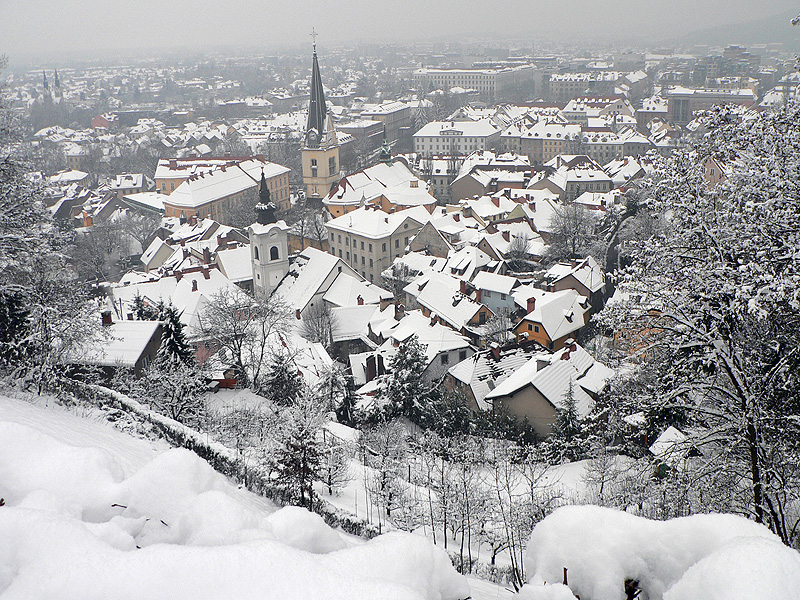
Vista del centro histórico nevado desde la colina del castillo

La ciudad de Liubliana está ubicada en el centro de Eslovenia, en una zona llana regada por el río Ljublianica, a una altitud de 298 m sobre el nivel del mar. Su posición central respecto a Austria, Hungría, la región de Venecia (Italia) y Croacia ha influido notablemente en la historia y desarrollo de la ciudad. Su término municipal limita con los de Medvode, Kranj, Škofja Loka, Vodice, Mengeš, Trzin, Domžale, Dol pri Ljubljani, Litija, Smartno pri Litiji, Ivančna Gorica, Grosuplje, Škofljica, Ig, Brezovica y Dobrova-Polhov Gradec.

### Relieve e hidrografía
Situada a medio camino entre los Alpes Julianos y la región del Karst, su ubicación en el valle del río Ljubljanica hace que la capital eslovena se asiente en una zona predominantemente llana, a 298 m de altitud, si bien el Castillo se sitúa a 366 m mientras que el punto más alto de la ciudad, el llamado Janški Hrib, alcanza los 794 m.
En cuanto a la hidrografía, Liubliana está bañada por el río Ljubljanica de oeste a este, estando canalizado a su paso por la ciudad. Asimismo, esta es rodeada, en su parte norte, por el río Sava, al cual vierte sus aguas el Ljubljanica a las afueras de la ciudad.
Geología
La ciudad se extiende sobre una llanura aluvial que data del Período cuaternario. Las regiones montañosas cercanas, más antiguas, datan del Mesozoico (Triásico) o Paleozoico.
Varios terremotos han devastado Liubliana a lo largo de la historia, como el de 1511 o el de 1895. De hecho, Eslovenia se asienta sobre una zona sísmica bastante activa debido a su posición al sur de la Placa Euroasiática. Así, el país está en la unión de tres zonas tectónicas importantes: los Alpes al norte, los Alpes Dináricos al sur y la Llanura Panónica al este. En el pasado, los científicos han podido identificar hasta 60 terremotos destructivos. Debido a esto, por todo el país hay instalada una red de vigilancia sísmica.

### Clima
El clima de la ciudad es de tipo oceánico.
Las precipitaciones están repartidas de forma regular durante todo el año, con mínimos entre enero y abril y máximos en septiembre y octubre. Las temperaturas son mayormente frescas, con una media anual de 10 °C, con inviernos fríos, siendo la temperatura más fría registrada los -28 °C siendo frecuentes las heladas, de octubre a mayo, y la nieve. El verano es cálido, con temperaturas máximas por encima de 20 °C, siendo la más elevada registrada los 40 °C.
| Parámetros climáticos promedio de Liubliana                                           | Parámetros climáticos promedio de Liubliana | Parámetros climáticos promedio de Liubliana | Parámetros climáticos promedio de Liubliana | Parámetros climáticos promedio de Liubliana | Parámetros climáticos promedio de Liubliana | Parámetros climáticos promedio de Liubliana | Parámetros climáticos promedio de Liubliana | Parámetros climáticos promedio de Liubliana | Parámetros climáticos promedio de Liubliana | Parámetros climáticos promedio de Liubliana | Parámetros climáticos promedio de Liubliana | Parámetros climáticos promedio de Liubliana | Parámetros climáticos promedio de Liubliana |
| Mes                                                                                   | Ene.                                        | Feb.                                        | Mar.                                        | Abr.                                        | May.                                        | Jun.                                        | Jul.                                        | Ago.                                        | Sep.                                        | Oct.                                        | Nov.                                        | Dic.                                        | Anual                                       |
| ------------------------------------------------------------------------------------- | ------------------------------------------- | ------------------------------------------- | ------------------------------------------- | ------------------------------------------- | ------------------------------------------- | ------------------------------------------- | ------------------------------------------- | ------------------------------------------- | ------------------------------------------- | ------------------------------------------- | ------------------------------------------- | ------------------------------------------- | ------------------------------------------- |
| Temp. máx. abs. (°C)                                                                  | 15.8                                        | 22.3                                        | 24.3                                        | 27.8                                        | 32.4                                        | 35.6                                        | 37.1                                        | 40.2                                        | 30.3                                        | 25.8                                        | 20.9                                        | 16.7                                        | 40.2                                        |
| Temp. máx. media (°C)                                                                 | 3.4                                         | 6.4                                         | 11.4                                        | 16.1                                        | 21.4                                        | 24.6                                        | 27.3                                        | 26.7                                        | 21.6                                        | 15.9                                        | 8.8                                         | 3.8                                         | 15.6                                        |
| Temp. media (°C)                                                                      | 0.3                                         | 1.9                                         | 6.5                                         | 10.8                                        | 15.8                                        | 19.1                                        | 21.3                                        | 20.6                                        | 16.0                                        | 11.2                                        | 5.6                                         | 1.2                                         | 10.9                                        |
| Temp. mín. media (°C)                                                                 | -2.5                                        | -2.0                                        | 1.7                                         | 5.8                                         | 10.3                                        | 13.7                                        | 15.5                                        | 15.2                                        | 11.5                                        | 7.7                                         | 2.8                                         | -1.1                                        | 6.6                                         |
| Temp. mín. abs. (°C)                                                                  | -20.3                                       | -23.3                                       | -14.1                                       | -3.2                                        | 0.2                                         | 3.8                                         | 7.4                                         | 5.8                                         | 3.1                                         | -5.2                                        | -14.5                                       | -14.5                                       | -23.3                                       |
| Precipitación total (mm)                                                              | 69                                          | 70                                          | 88                                          | 99                                          | 109                                         | 144                                         | 115                                         | 137                                         | 147                                         | 147                                         | 129                                         | 107                                         | 1362                                        |
| Días de precipitaciones (≥ 0.1 mm)                                                    | 11                                          | 9                                           | 11                                          | 14                                          | 14                                          | 15                                          | 12                                          | 12                                          | 12                                          | 13                                          | 14                                          | 14                                          | 153                                         |
| Horas de sol                                                                          | 71                                          | 114                                         | 149                                         | 178                                         | 235                                         | 246                                         | 293                                         | 264                                         | 183                                         | 120                                         | 66                                          | 56                                          | 1974                                        |
| Fuente n.º 1: Slovenian Environment Agency (ARSO) (data for 1981–2010)                |                                             |                                             |                                             |                                             |                                             |                                             |                                             |                                             |                                             |                                             |                                             |                                             |                                             |
| Fuente n.º 2: Slovenian Environment Agency (ARSO) (some extreme values for 1948–2013) |                                             |                                             |                                             |                                             |                                             |                                             |                                             |                                             |                                             |                                             |                                             |                                             |                                             |

## Historia

### Prehistoria

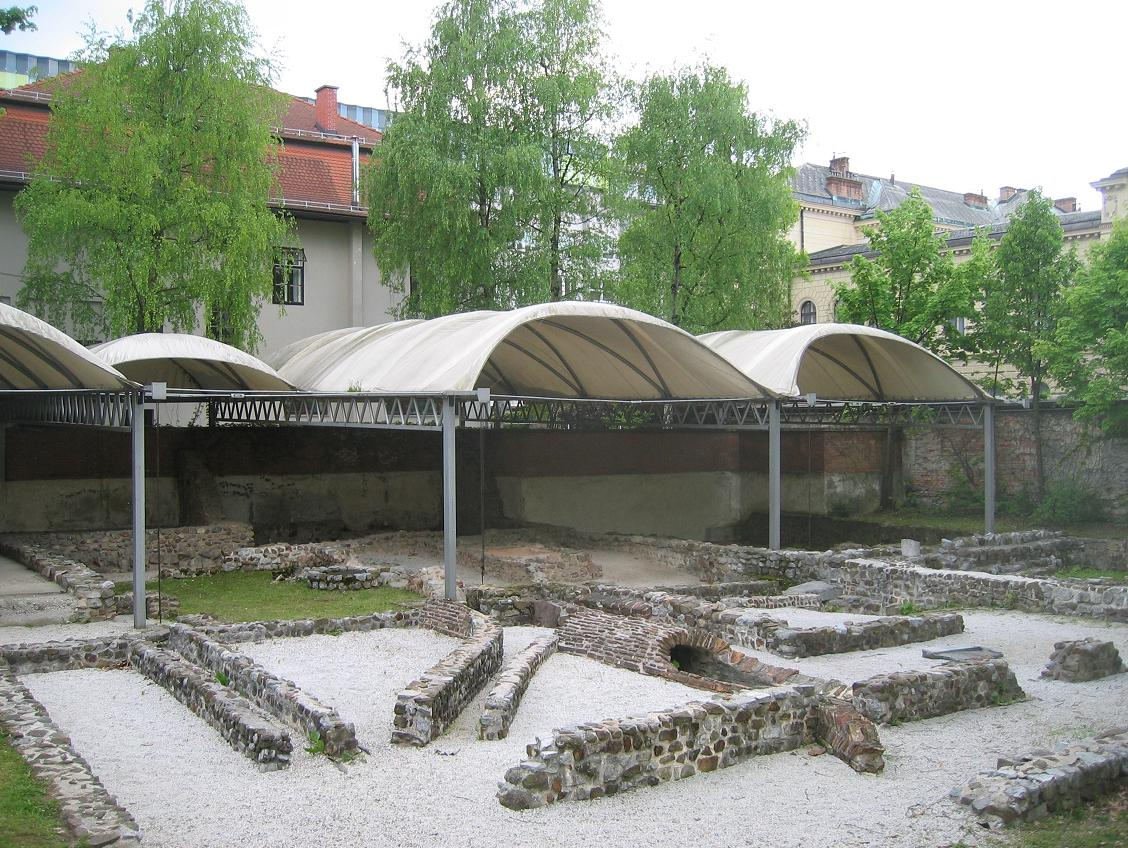
Restos paleocristianos en el centro de la ciudad

Alrededor del año 2000 a. C., las marismas de Liubliana estaban colonizadas por pobladores que vivían en construcciones de madera sobre pilotes. Estos pueblos vivían de la caza, la pesca y la agricultura primitiva. Para desplazarse por las marismas, empleaban embarcaciones hechas con troncos de árboles. La zona siguió siendo un punto de paso para numerosas tribus y pueblos, y así, a continuación, el territorio fue colonizado por los vénetos, a quienes sucedió la tribu iliria de los Yapodi y, ya en el s. III a. C., la tribu celta de los Taurisci.

### Edad Antigua

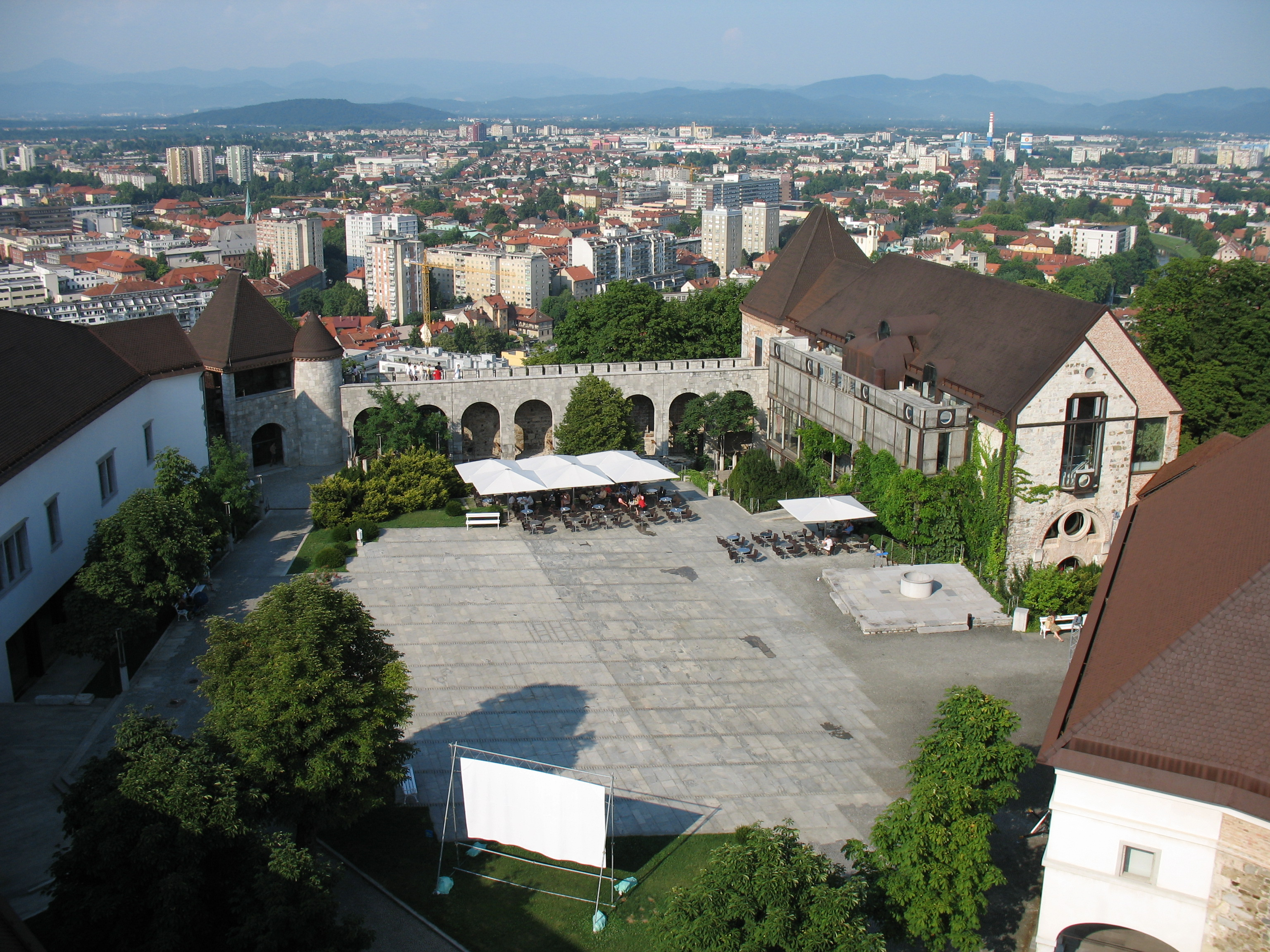
Patio interior del castillo de Liubliana

A mediados del s. I a. C., los romanos construyeron en el lugar un campamento militar, ocupado por la Legio XV Apollinaris y más tarde el asentamiento permanente de Emona (Colonia Iulia Emona). Este contó con murallas y su población llegó a ser de 5000 o 6000 personas, muchos de ellos comerciantes, artesanos y veteranos de guerra. Sus casas estaban hechas de ladrillo, y contaban con sistema de calefacción y conexión con el alcantarillado público. Las paredes y suelos de las mismas estaban decoradas con pintura y mosaicos.
Al igual que sucedió en el resto del Imperio, Emona fue decayendo progresivamente, y así la ciudad fue destruida en 452 por los hunos, bajo las órdenes de Atila, y después por los ostrogodos y los lombardos.

### Edad Media

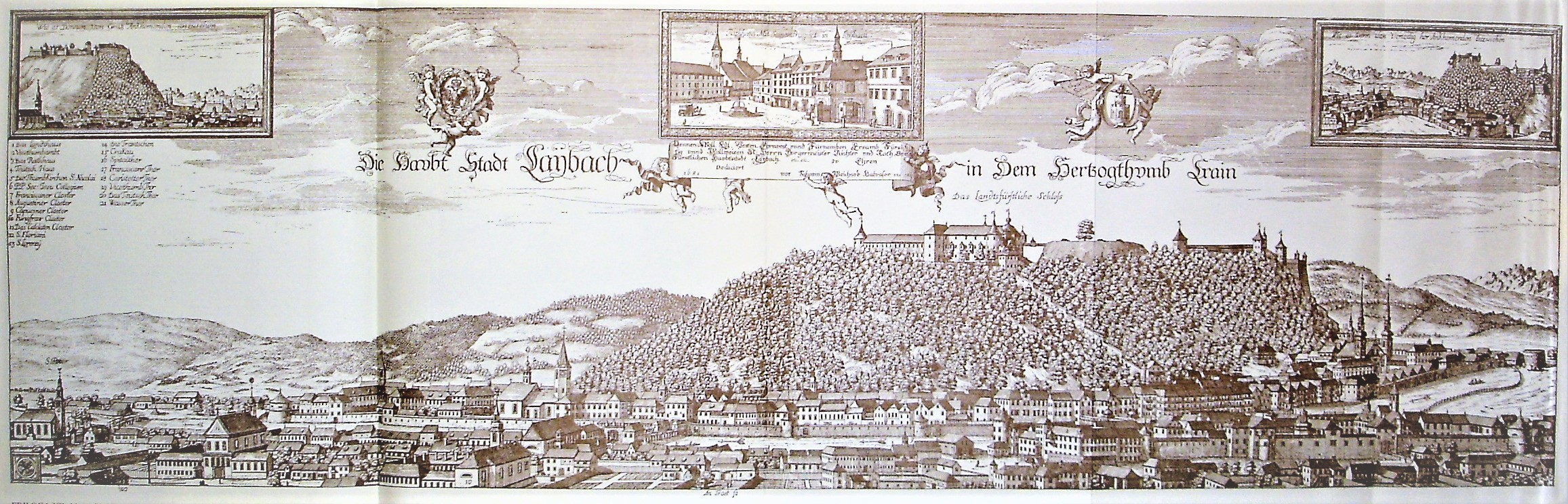
Vista de Liubliana en un grabado de 1689

En el siglo VI se instalaron los antecesores de los eslovenos, los cuales, en el siglo XI, cayeron bajo el dominio del pueblo franco, al tiempo que sufrieron numerosos asaltos magiares.
El nombre de la ciudad, Luvigana, aparece por primera vez en un documento de 1144. En el siglo XIII, la ciudad estaba compuesta por tres zonas: la Stari trg (ciudad vieja), la Mestni trg (plaza de la ciudad) y la Novi trg (ciudad nueva). En 1220, Liubliana obtiene el estatuto de ciudad, además del derecho a acuñar su propia moneda.
En 1270, Otakar II de Bohemia conquista Carniola, incluida Liubliana, pero ésta pasa a manos de Rodolfo I de Habsburgo tras su victoria sobre Otakar en 1278. La ciudad, rebautizada como Laibach, perteneció a la casa de Habsburgo hasta 1797. La diócesis de la ciudad se establece en 1491 y la iglesia de San Nicolás pasa a ser catedral.

### Edad Moderna
En el siglo XV, la ciudad gana renombre por su arte. Después del terremoto de 1511, es reconstruida en estilo renacentista, siendo fortificada con una muralla nueva que rodeaba la ciudad. En el siglo XVI, su población ascendía a los 5000 habitantes, de los cuales el 70 % eran de lengua eslovena. En 1550, se publicaron en Liubliana los dos primeros libros escritos en esloveno: un catecismo y un abecedario, a los cuales siguió una traducción de la Biblia. Al mismo tiempo, se crea la primera escuela secundaria, una biblioteca y una imprenta. En 1597, se instalan los jesuitas y construyen una nueva escuela secundaria que más tarde se convertiría en facultad. En el siglo XVII, la ciudad adapta sus construcciones a la arquitectura barroca como consecuencia de la llegada de arquitectos y escultores extranjeros.

### Edad Contemporánea
Siglo XIX
El intervalo napoleónico vio a Liubliana convertirse, de 1809 a 1813, en capital de las Provincias Ilirias. En 1815, la ciudad vuelve a ser austríaca y, de 1816 a 1849, forma parte del Reino de Iliria. En 1821 acoge el Congreso de Laibach, que fijaría las fronteras políticas europeas de los años siguientes. El primer tren, procedente de Viena, llega en la ciudad en 1849 y en 1857 la línea se prolonga hasta Trieste. El alumbrado público eléctrico se instaló en 1898. En 1895, la ciudad, que contaba con 31 000 habitantes, es víctima de un importante terremoto de magnitud 6,1 en la escala de Richter, siendo destruidos cerca del 10 % de sus 1400 edificios, aunque el número de víctimas fue escaso. Durante la subsiguiente reconstrucción, varios barrios de la ciudad se reconstruyeron siguiendo el estilo Art Nouveau.
Siglo XX
En 1918, tras el fin de la Primera Guerra Mundial y la disolución del Imperio austrohúngaro, la región se incorpora al Reino de los Serbios, Croatas y Eslovenos. En 1929, se convierte en capital de la provincia yugoslava de la Banovina del Drava (Dravska banovina). Durante la Segunda Guerra Mundial, la ciudad es ocupada por la Italia fascista en 1941 y por la Alemania Nazi en 1943. La ciudad estaba rodeada por más de 30 km de alambradas de púas, pues los colaboracionistas eslovenos (Slovensko Domobranstvo) se enfrentaban a los partisanos yugoslavos (Partizani). Desde 1985, un camino conmemorativo rodea la ciudad por donde se encontraba aquel vallado.
Tras la Segunda Guerra Mundial, la ciudad se convierte en capital de la República Socialista de Eslovenia, formando parte de la Yugoslavia comunista, estatus que mantendría hasta la independencia del país. Esta tuvo lugar en 1991 tras un breve conflicto bélico, y desde entonces la ciudad es la capital de Eslovenia.
Siglo XXI
Desde 2004, Liubliana, al igual que el resto del país, está integrada en la Unión Europea.

## Demografía
La ciudad de Liubliana contaba con 270 828 habitantes según el censo de población de 2008, de los cuales 131 151 (48.42 %) eran varones y 139 677 (51.57 %) eran mujeres. Antes de 1996, la población de la ciudad superaba los 320 000 habitantes, pero esta disminución se explica por una reorganización territorial que consistió en la anexión de varios barrios periféricos a los municipios vecinos. Desde entonces, la población se ha mantenido estable.
| Gráfica de evolución de Liubliana entre 1869 y 2019 |
|                                                     |

| Gráfico de la evolución demográfica de Liubliana entre 1999 y 2008 |
| ------------------------------------------------------------------ |
|                                                                    |
| Fuente:STAT                                                        |

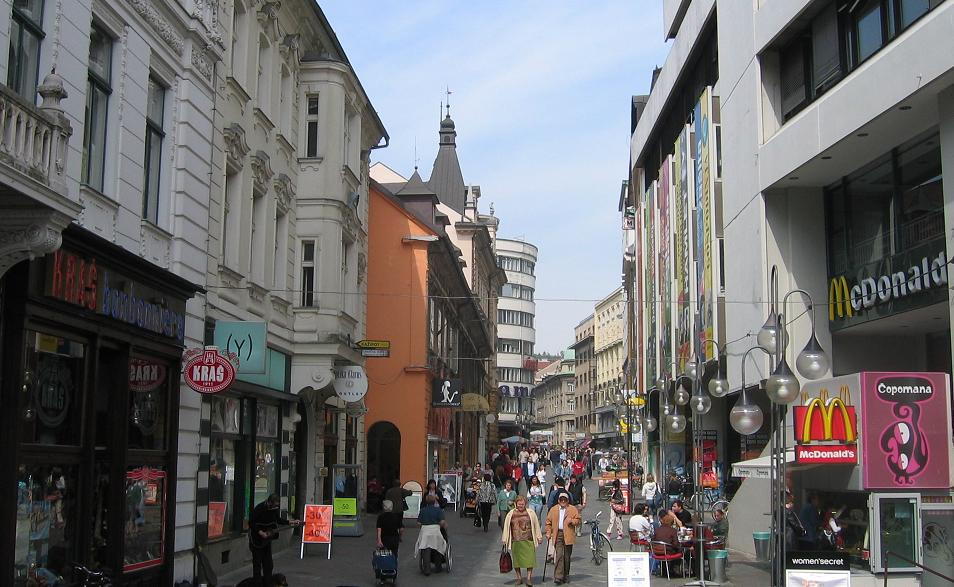
Calle Čopova

En 1869, la población de Liubliana era de 22 593 habitantes, y a mediados de los años 1930 alcanzó los 80 000. Después de un continuo crecimiento durante la segunda mitad del siglo XX, desde mediados de los 1990 hasta 2008, la población se mantuvo estable con unas cifras cercanas a los 270 000 habitantes.
De acuerdo con los datos del censo de 2002, el 39.2 % de los residentes de Liubliana eran católicos; el 30.4 % eran creyentes que no pertenecían a ninguna religión o NS/NC; el 19.2 % eran ateos; el 5.5 % eran ortodoxos; el 5.0 % eran musulmanes; y el 0.7 % restante eran protestantes o pertenecían a otras religiones.
Pirámide de la población
Del análisis de la pirámide de población se deduce que se trata de una ciudad con una población en proceso de envejecimiento leve, ya que la población menor de 40 años representa el 46.41 % mientras que la población mayor de esa edad representa el 53.59 %. Por otra parte la población menor de 20 años representa el 17.66 % de la población mientras que la población mayor de 60 años representa el 23.06 % de la población.

## Comunicaciones

### Carretera

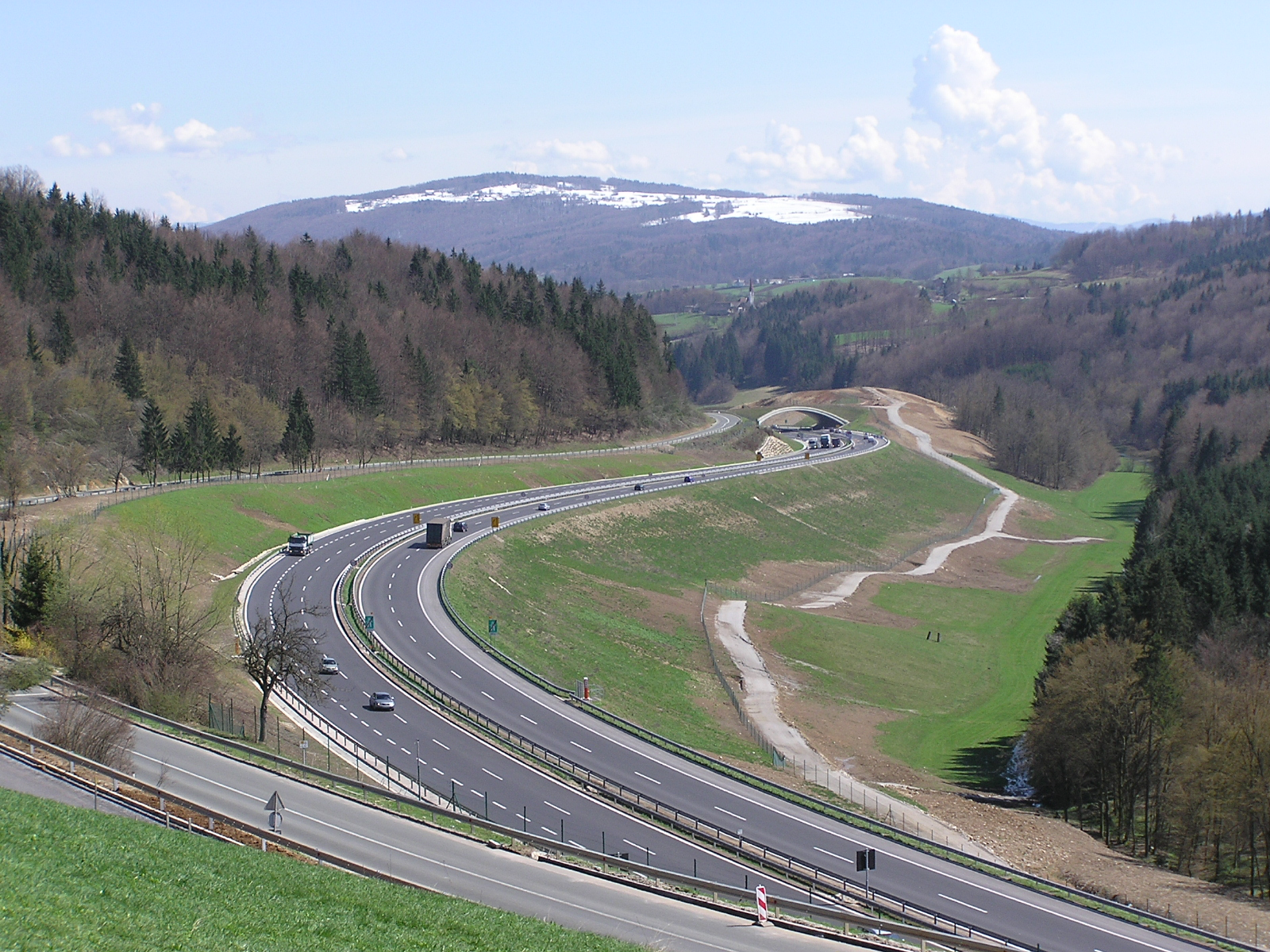
La autopista A2 conecta Liubliana con la capital croata

Liubliana se ubica en el centro de la red de carreteras eslovena que comunica la ciudad con el resto del país. Hasta julio de 2008 se utilizaba un sistema de casetas de peaje, pero se ha sustituido por un sistema de etiquetas válidas durante un año o como mínimo durante seis meses.
La ciudad, situada en el centro de Eslovenia, está conectada hacia el suroeste con las ciudades italianas de Trieste y Venecia por la autopista A1-E61-E70. Al noreste, la autopista A1-E57 une la ciudad con Maribor, Graz y Viena. Al sureste, la autopista A2-E70 conecta la ciudad con Zagreb, desde donde se puede ir hacia el lago Balatón, en Hungría y a otras ciudades de la antigua Yugoslavia, como por ejemplo Belgrado. Al noroeste, la autopista A2-E61 conecta con las ciudades austríacas de Klagenfurt y Salzburgo, lo que la convierte en una importante vía de entrada para los turistas del norte de Europa.

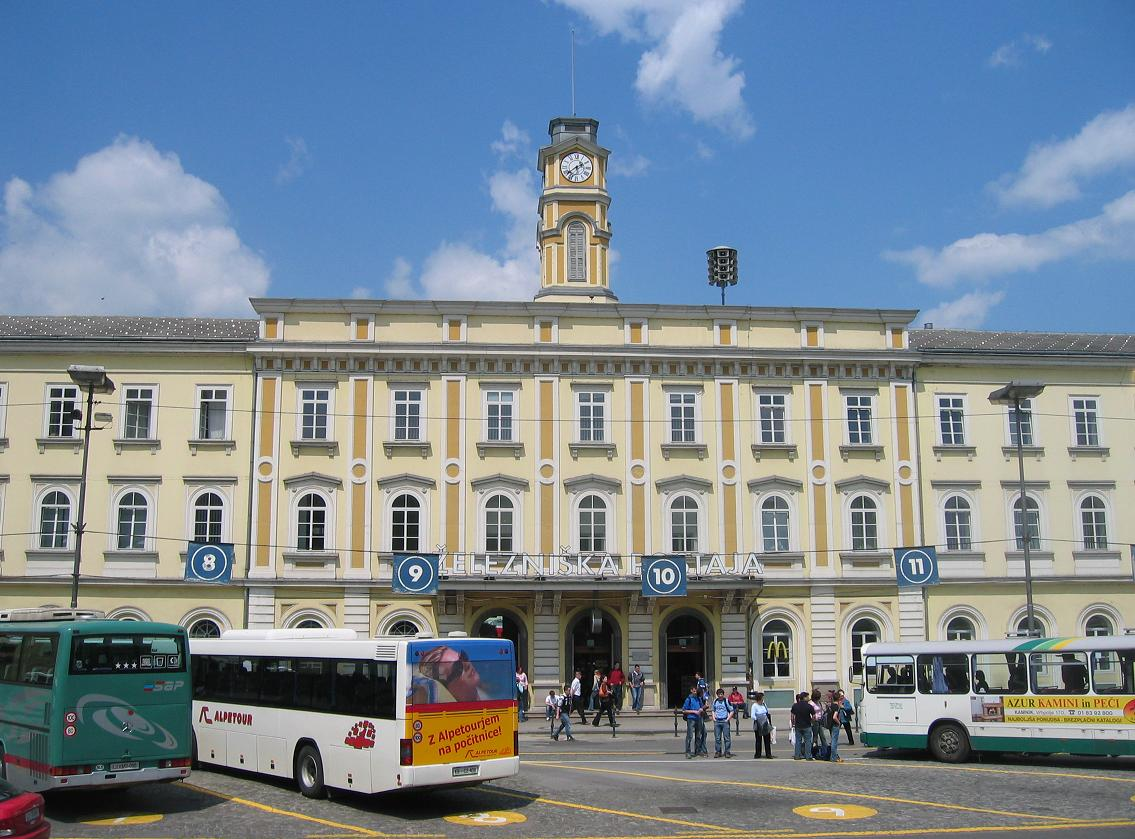
El edificio principal de la estación de Liubliana

### Ferrocarril
Liubliana es el centro de la red eslovena de ferrocarriles y cuenta, además de la estación principal, con otras once paradas en la ciudad. A nivel nacional, tiene conexión con las principales ciudades del país, mientras que a nivel internacional forma parte de cuatro líneas que la conectan con el resto de Centroeuropa:
- La primera conecta Alemania y Croacia por medio del eje Múnich-Salzburgo-Liubliana-Zagreb.
- La segunda es la línea Viena-Graz-Maribor-Liubliana.
- La tercera conecta Liubliana con las italianas Venecia y Génova.
- Una cuarta une la capital eslovena con Budapest, en Hungría.

La estación fue construida en 1849 cuando el ferrocarril entre Viena y Trieste llegó a la ciudad. Renovada en 1980 por Marko Mušič, desde 2008 se encuentra inmersa en las obras de un complejo multiusos, el Emonika, que combinará edificios de oficinas, centros comerciales y de ocio, un hotel, un centro de congresos, zona residencial, además de la estación de ferrocarril y una nueva terminal de autobuses. Se prevé que su construcción acabe en 2010.

### Aeropuerto
El aeropuerto de Liubliana (Letališče Ljubljana) está situado en la localidad de Brnik, 26 kilómetros al norte de la capital eslovena. Debido al incesante incremento del tráfico de pasajeros con la Unión Europea, el aeropuerto está inmerso en un plan de expansión que se divide en dos fases: en la primera (2007) se inauguró la ampliación y reforma de la Terminal 1, la cual da cabida al tráfico del espacio no Schengen, mientras que la segunda, iniciada en 2009, incluirá la construcción de la nueva Terminal 2 que acogerá el tráfico Schengen, con una capacidad de 2,5 millones de pasajeros al año, esperando su finalización para 2011.
El aeropuerto acoge a las compañías Adria Airways, Air France, Czech Airlines, Montenegro Airlines, EasyJet, Jat Airways, Malév Hungarian Airlines, Turkish Airlines y Finnair, y entre sus principales destinos están Estambul, Podgorica, Budapest, Belgrado, Helsinki, Londres, Praga, París, Ámsterdam, Atenas, Madrid, Bruselas, Bucarest, Moscú, Viena y Varsovia.
Según las estadísticas, en 2004 el aeropuerto superó la cifra de un millón de pasajeros anuales, aumentando en los años siguientes, y así, en 2008, la cifra llegó a 1 673 050 y 17 188 kg de carga.

### Autobuses urbanos

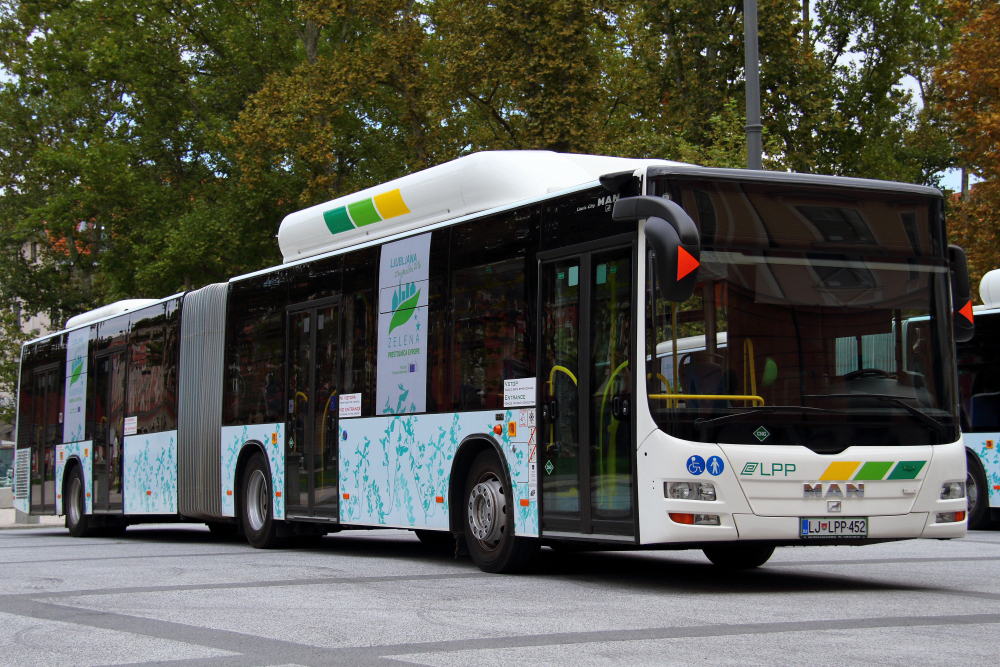
Autobús urbano de Liubliana

El transporte urbano en Liubliana es gestionado por la compañía Transporte de pasajeros de Liubliana (Ljubljanski Potniški Promet-LPP), propiedad del municipio de Liubliana. Realiza el transporte en el propio municipio de Liubliana y en los 15 municipios circundantes mediante 23 líneas en las cuales operan 202 autobuses. En 2006 transportó más de 88 millones de pasajeros. En la ciudad los autobuses son denominados popularmente trole, de cuando Liubliana tenía servicio de trolebús.
| Línea 1   | Vižmarje-Mestni log        | Línea 1B  | Gameljne-Mestni log    |
| Línea 2   | Nove Jarše-Zelena jama     | Línea 3   | Litostroj-Rudnik       |
| Línea 3B  | Litostroj-Škofljica        | Línea 3G  | Bežigrad-Grosuplje     |
| Línea 5   | Podutik-Štepanjsko naselje | Línea 6   | Črnuče-Dolgi most      |
| Línea 6B  | Črnuče-Notranje Gorice     | Línea 7   | Pržan-Nove Jarše       |
| Línea 7L  | Pržan-Letališka            | Línea 8   | Gameljne-Brnčičeva     |
| Línea 9   | Štepanjsko naselje-Trnovo  | Línea 11  | Ježica-Zalog           |
| Línea 11B | Bežigrad-Zalog             | Línea 12  | Bežigrad-Vevče         |
| Línea 13  | Bežigrad-Sostro            | Línea 14  | Savlje-Vrhovci         |
| Línea 14B | Savlje-Bokalce             | Línea 15  | Medvode-Stanežiče      |
| Línea 18  | Tovarna Lek-Kino Šiška     | Línea 19B | Tomačevo-Jezero        |
| Línea 19I | Tomačevo-Iška vas          | Línea 20  | Nove Stožice-Fužine    |
| Línea 20Z | Nove Stožice-Zalog         | Línea 21  | Beričevo-Ježica        |
| Línea 22  | Kamna Gorica-Fužine        | Línea 23  | Kolodvor-ZOO           |
| Línea 24  | Žale-Kodeljevo             | Línea 25  | Medvode-Zadobrova      |
| Línea 27  | NS Rudnik-BTC-Letališka    | Línea 27K | Bavarski dvor-Kolosej  |
| Línea 28  | Kodeljevo-Mali Lipoglav    | Línea 29  | Kodeljevo-Tuji Grm     |
| Línea 51  | Ljubljana-Polhov Gradec    | Línea 55  | Ljubljana-Vrzdenec     |
| Línea 56  | Ljubljana-Šentjošt         | Línea 60  | Ljubljana-Vodice-Polje |

### Otros

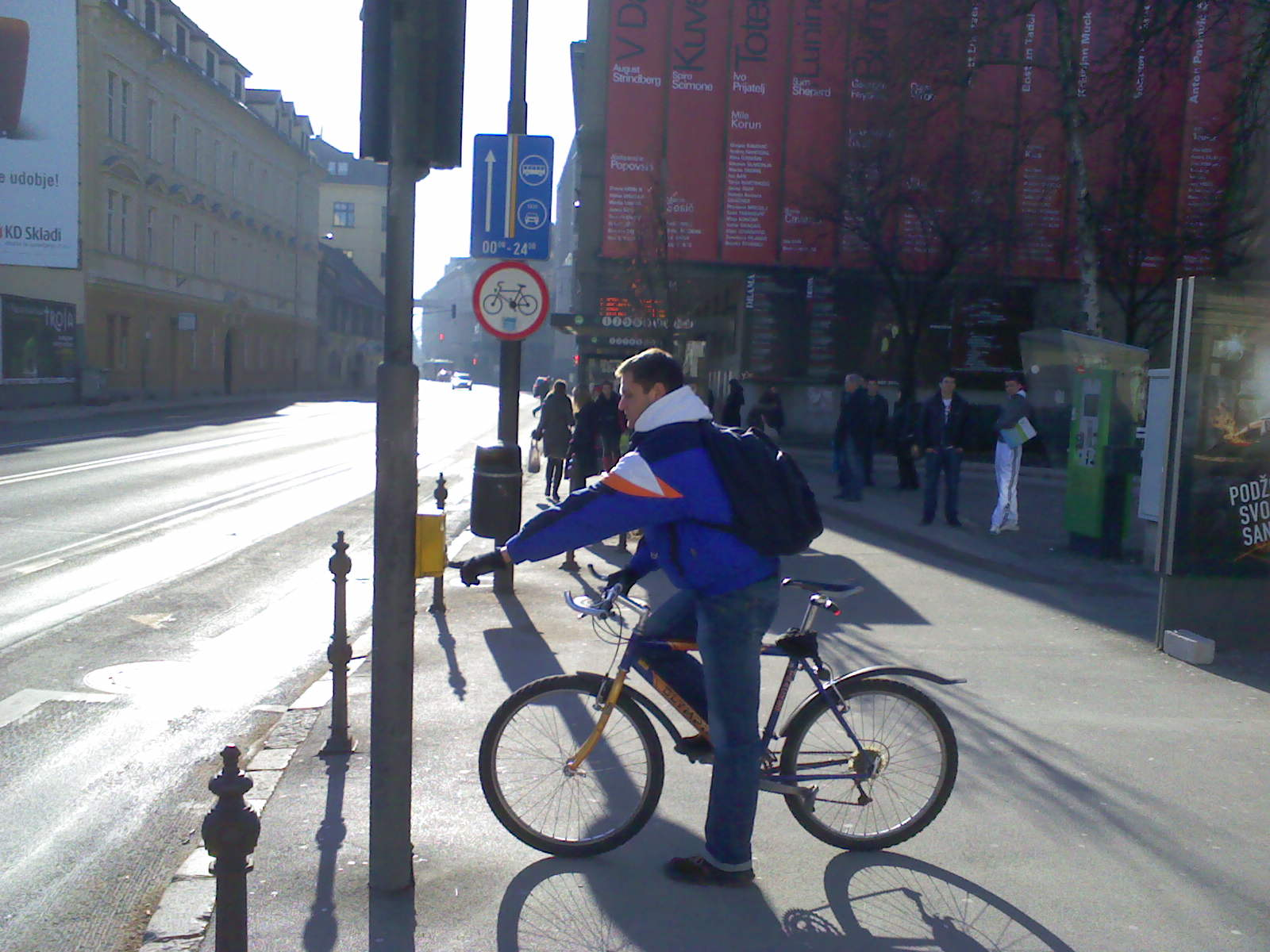
Slovenska cesta en Liubliana: aquí está prohibido ir en bicicleta

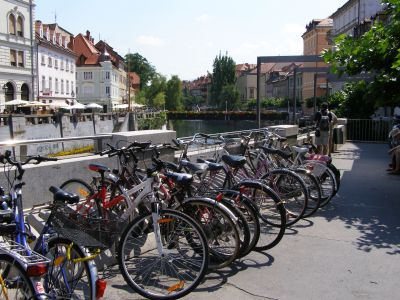
La bicicleta es uno de los medios de transporte usados en la ciudad

En la ciudad también es posible alquilar bicicletas, lo que permite visitar la ciudad más fácilmente. Por otro lado, está prohibido ir en bicicleta en algunas calles principales, así por ejemplo en la Slovenska cesta en el centro de la ciudad.
Abundan también las compañías de taxi.

## Economía

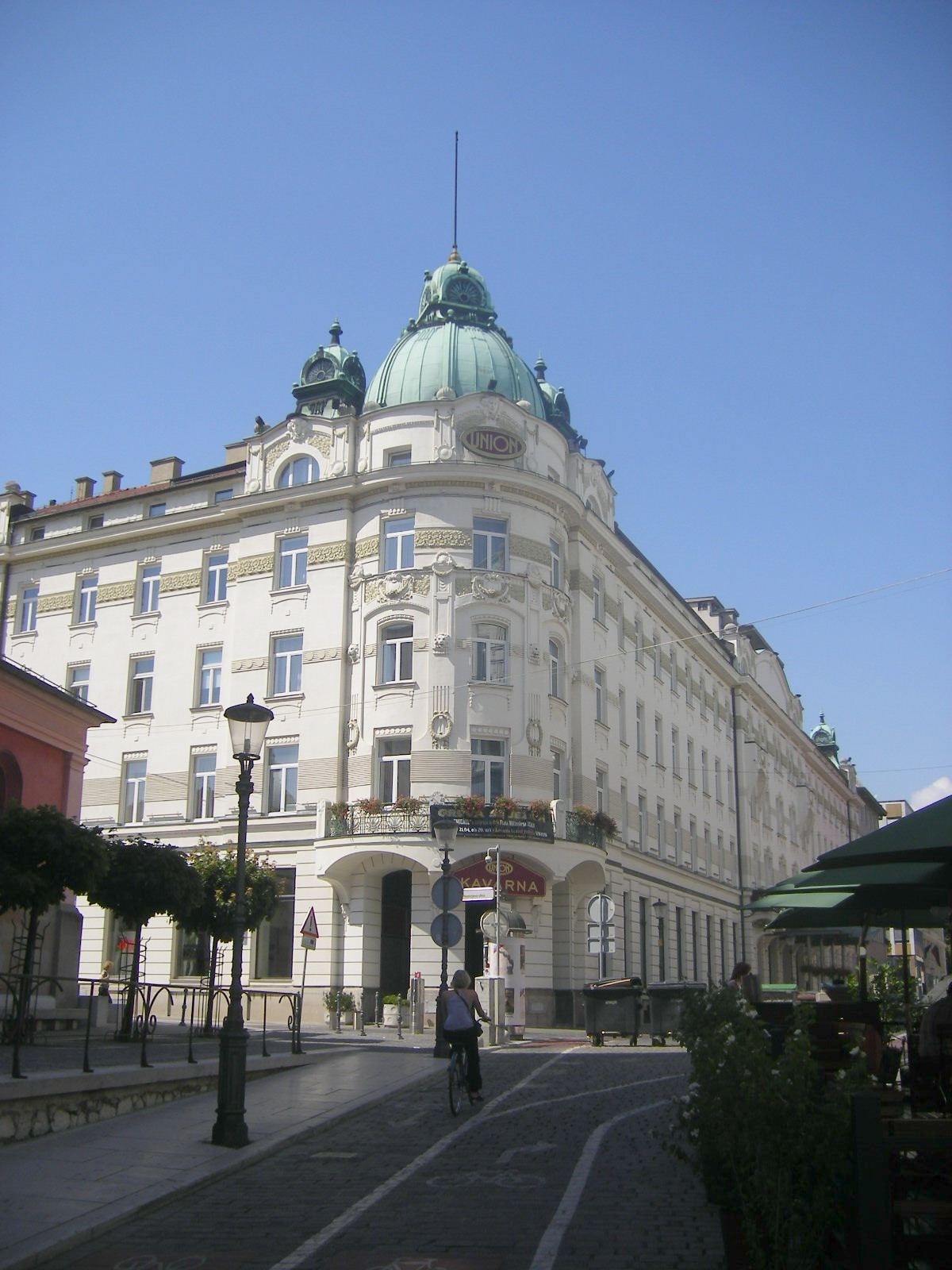
El turismo es uno de los sectores económicos más presentes en la ciudad. En la imagen, el Grand Hotel Union

La región estadística de Liubliana (Osrednjeslovenska) produce aproximadamente el 25 % del PIB del país. En 2003, el nivel de la población activa era del 62 %. El 64 % de los trabajadores lo hacían en el sector privado y el 36 % en el sector público. En septiembre de 2008, la tasa de desempleo era del 4,9 % (5,7 % un año antes), mientras que la media nacional era del 6,3 %. El PIB por habitante de la región estadística de Liubliana se situaba en 2007 en 24 600 euros mientras que la media nacional era de 17 123 euros.
La industria sigue siendo el sector económico más importante de la ciudad, sobre todo en el ámbito farmacéutico, petroquímico y alimentario. Otros ámbitos son los servicios económico-financieros, el transporte, la construcción, el comercio y el turismo. El sector público proporciona empleos en la educación, la cultura, la sanidad y la administración.
La Bolsa de Liubliana (Ljubljanska borsa), comprada en 2008 por la Bolsa de Viena, acoge grandes empresas eslovenas. Varias tienen sus sedes sociales en la región de la capital. Es el caso de la cadena de supermercados Mercator, la petrolera Petrol y la empresa de telecomunicaciones Telekom Slovenije. En la ciudad existen más de 15 000 empresas, centradas en su mayoría en el sector terciario.

## Símbolo
El símbolo de la ciudad es el dragón de Liubliana. Está representado en la cima de la torre del castillo de Liubliana, en el escudo de armas de Liubliana y en el puente de los Dragones que cruza el Ljubljanica (Zmajski most). Simboliza el poder, el coraje y la grandeza.
Hay varias explicaciones sobre el origen del dragón de Liubliana. Según un mito eslavo, el asesinato de un dragón libera las aguas y asegura la fertilidad de la tierra, y se cree que el mito está ligado a los pantanos de Liubliana, la extensa zona pantanosa que periódicamente amenaza a Liubliana con inundaciones. Según la célebre leyenda griega, los argonautas, tras haber encontrado el famoso vellocino de oro en Cólquida, se habrían dirigido al norte remontando el río Danubio antes de volver hacia el mar Egeo. Se cree que subiendo el Danubio habrían ido hacia uno de sus afluentes, el río Sava, y después hasta la fuente del río Ljubljanica. En ese punto desembarcaron para transportar el barco hasta el mar Adriático, situado al oeste, para volver a casa. Entre las ciudades actuales de Vrhnika y de Liubliana, las argonautas encontraron un gran lago rodeado de una marisma. Es allí donde Jasón venció a un monstruo, el dragón de Liubliana, que hoy está presente en el escudo y la bandera de la ciudad.
Históricamente es más creíble que el dragón haya sido adoptado de San Jorge, el patrón de la capilla del castillo de Liubliana construida en el siglo XV. En la leyenda de San Jorge, el dragón representa el antiguo paganismo ancestral superado por el cristianismo. Según otra explicación, el dragón era en un principio solo una decoración sobre el escudo de la ciudad. En el Barroco pasó a formar parte del escudo, y en el siglo XIX y especialmente en el XX, superó a la torre y otros elementos en importancia.
El dragón es también el símbolo de la cercana ciudad austríaca de Klagenfurt, que fue durante siglos el gran centro espiritual de Eslovenia.

## Política y administración
La ciudad es capital de Eslovenia, y por tanto están ubicados en ella los entes administrativos del país, como el Parlamento (formado por la Asamblea Nacional y el Consejo Nacional) y los distintos ministerios del Gobierno. A nivel local, Liubliana es centro de la región estadística de Osrednjeslovenska así como de la archidiócesis de Liubliana.

### Gobierno municipal

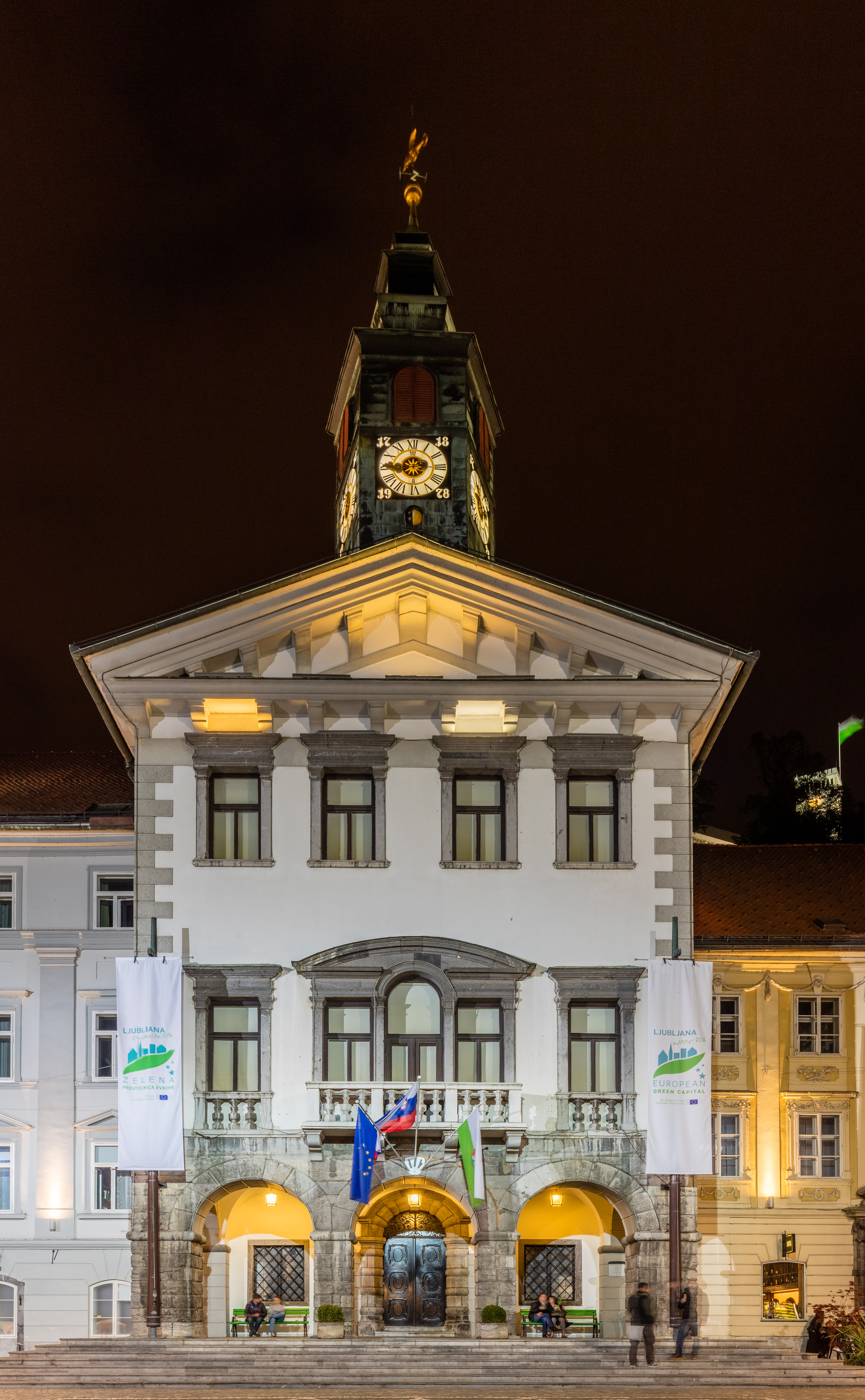
Casa consistorial de Liubliana

Las elecciones municipales tienen lugar cada cuatro años. Entre 2002 y 2006, el alcalde fue Danica Šimsič. Desde las elecciones municipales del 22 de octubre de 2006, el alcalde es Zoran Janković, un importante hombre de negocios en Eslovenia, después de haber conseguido el 62,99 % de los votos. La mayoría en el ayuntamiento tiene 23 escaños de 45. Entre otras atribuciones, el ayuntamiento elabora los presupuestos municipales y también es asesorado por diferentes comisiones activas en los campos de la salud, los deportes, las finanzas, la educación, la protección del medio ambiente y el turismo. La zona electoral de Liubliana se compone de 17 distritos, los cuales disponen de autoridades locales que trabajan con el ayuntamiento con el objeto de transmitir las peticiones de sus habitantes y preparar actividades en dichos distritos.

### División administrativa

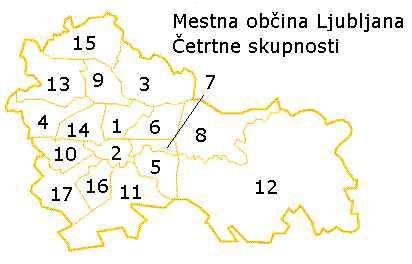
Distritos de Liubliana

Liubliana se compone de 17 distritos, que se listan a continuación. Antes se componía de cinco municipios (Bežigrad, Centro, Moste-Polje, Šiška y Vic-Rudnik) que aún hoy corresponden a las principales circunscripciones electorales de la ciudad.
| 1. Bežigrad 2. Centro 3. Črnuče 4. Dravlje 5. Golovec 6. Jarše 7. Moste 8. Polje 9. Posavje |  | 1. Rožnik 2. Rudnik 3. Sostro 4. Šentvid 5. Šiška 6. Šmarna gora 7. Trnovo 8. Vič |

## Servicios públicos

### Educación

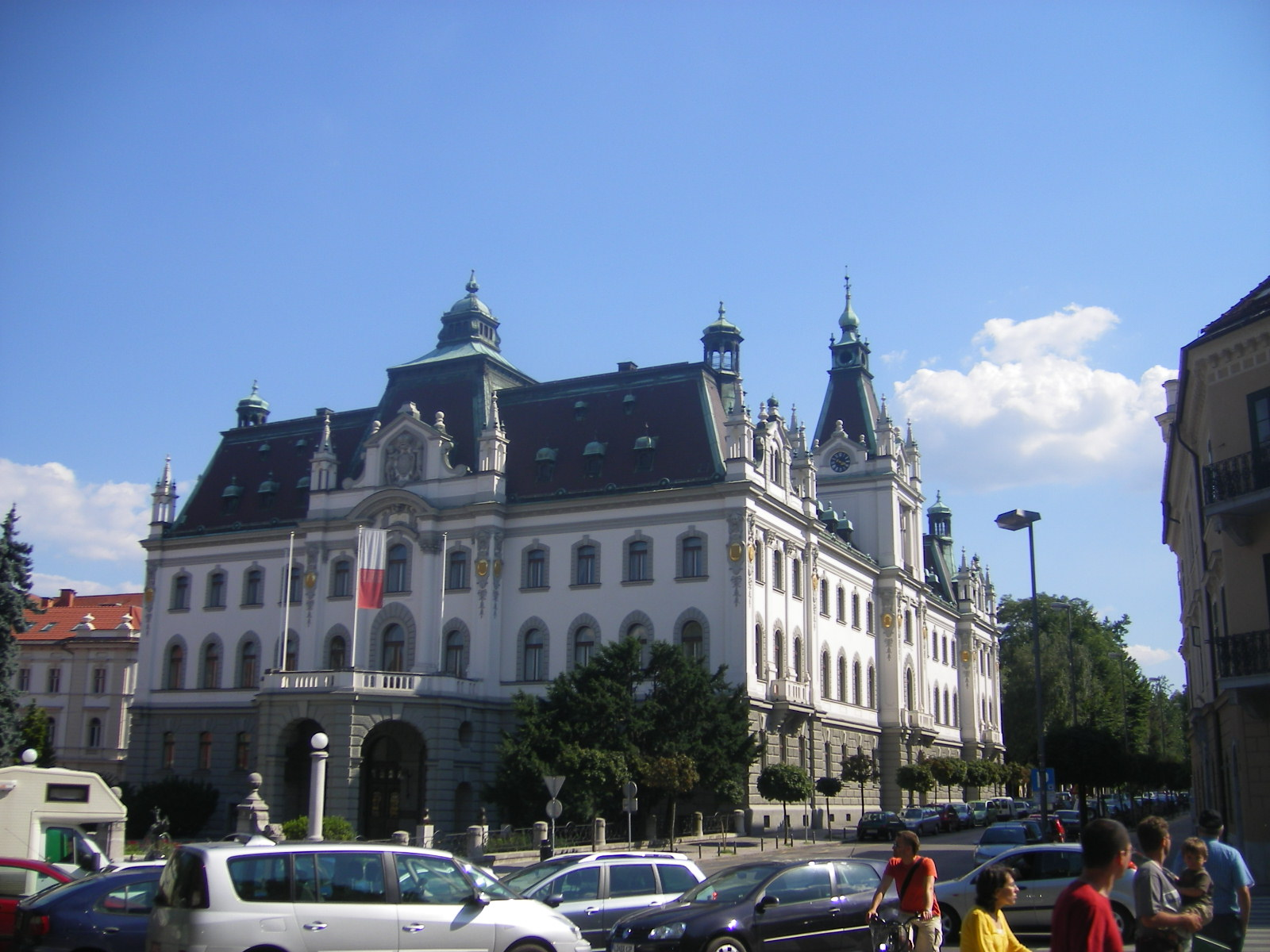
Antiguo edificio de la Universidad de Liubliana

La ciudad de Liubliana contaba, en 2005, con 95 guarderías, en las que acudían 10 857 niños, 55 escuelas primarias, con 20 802 alumnos, y 32 escuelas secundarias (Gimnazija), con 25 797 alumnos. La Academia de los Trabajadores (Academia operosorum Labacensis) abrió sus puertas en 1693 y cerró en 1801 siendo una precursora de la Academia Eslovena de Ciencias y Artes (Slovenska akademija znanosti in umetnosti-SAZU). Ésta, fundada en 1938, tiene como objetivo el desarrollo de la ciencia y las artes, además de ser lugar de encuentro de los principales científicos y artistas eslovenos.
En la ciudad se encuentra la universidad de Liubliana, la más importante del país. Fundada en 1919, en 2008 estaba compuesta por 22 facultades, tres academias y un colegio. Además, cuenta con la Biblioteca Nacional y Universitaria que, en 2004, disponía en conjunto 1 169 090 libros. Ofrece estudios sobre numerosas materias como la medicina, las ciencias aplicadas, las artes, el derecho y la administración. La universidad cuenta con cerca de 64 000 estudiantes y 4000 docentes, conformando una séptima parte de la población de la ciudad, lo que le aporta a ésta un carácter joven. Su rector es Andreja Kocijančič.
En la capital eslovena tienen sede numerosos institutos culturales de otros países como el Instituto Cervantes (España), British Council (Reino Unido) o Instituto Goethe (Alemania).

### Sanidad y ciencia
En 2005 Liubliana contaba con siete centros médicos atendidos por 1897 personas. El hospital central de la ciudad, y el más grande del país, es el Centro Médico Universitario Liubliana (Univerzitetni klinični center Ljubljana). Fundado en 1949, en 2006 contaba con 2390 camas y más de 7446 empleados, lo que le convierte en uno de los hospitales más grandes de Centroeuropa.
En cuanto a instituciones científicas, en la ciudad están presentes el Instituto Jožef Stefan y el Instituto de Oncología de Liubliana. El primero es el mayor instituto de investigación del país, y algunos de los campos de estudio para sus cerca de 800 empleados son la física, la química, la biología molecular o la biotecnología. Fundado en 1949 para la investigación de la energía nuclear, su misión actual es la difusión de los conocimientos a través de la educación, la investigación o el desarrollo de alta tecnología al más alto nivel internacional. En su trayectoria, el Instituto ha sido cofundador de importantes instituciones como la Universidad de Nova Gorica, la Escuela Internacional de Postgrado Jožef Stefan y el Parque Tecnológico de Liubliana.
El Instituto de Oncología, establecido en 1937 (con su actual nombre desde 1946), cuenta con más de 800 empleados y atiende a más de 500 pacientes diarios, ocupando una posición destacada entre los centros dedicados al cáncer en Europa.

### Seguridad
La jurisdicción de la policía (Policija) de Liubliana cubre una superficie de 3807 kilómetros cuadrados, lo que supone el 18,8 % del territorio nacional. Existen 17 puestos de policía que emplean a 1380 personas, de las cuales 1191 son policías y 189 civiles. Con alrededor de 45 000 hechos delictivos en 2007, el distrito policial de Liubliana alberga más del 50 % de los delitos del país. Eslovenia y en particular Liubliana tienen la reputación de ser tranquilas y seguras.

## Patrimonio
A pesar de la aparición de grandes edificios, sobre todo en la periferia de la ciudad, el casco histórico de Liubliana, muy influido por la moda austríaca, al estilo de las ciudades de Graz y Salzburgo, permanece intacto.
La ciudad antigua se compone de dos barrios: el del ayuntamiento (que alberga las principales obras arquitectónicas) y el barrio de los Caballeros de la Cruz, donde se sitúan, entre otros, la iglesia de las Ursulinas, el edificio de la sociedad filarmónica y la casa Cankar.
Después del terremoto de 1511, Liubliana fue reconstruida de acuerdo con los modelos de una ciudad renacentista, y tras el terremoto de 1895, la ciudad fue nuevamente planificada, esta vez siguiendo los patrones del estilo art nouveau. Así pues, la arquitectura de la ciudad es una mezcla de estilos. Los grandes sectores construidos tras la Segunda Guerra Mundial incluyen a menudo un toque personal del arquitecto esloveno Jože Plečnik.

### Castillo de Liubliana

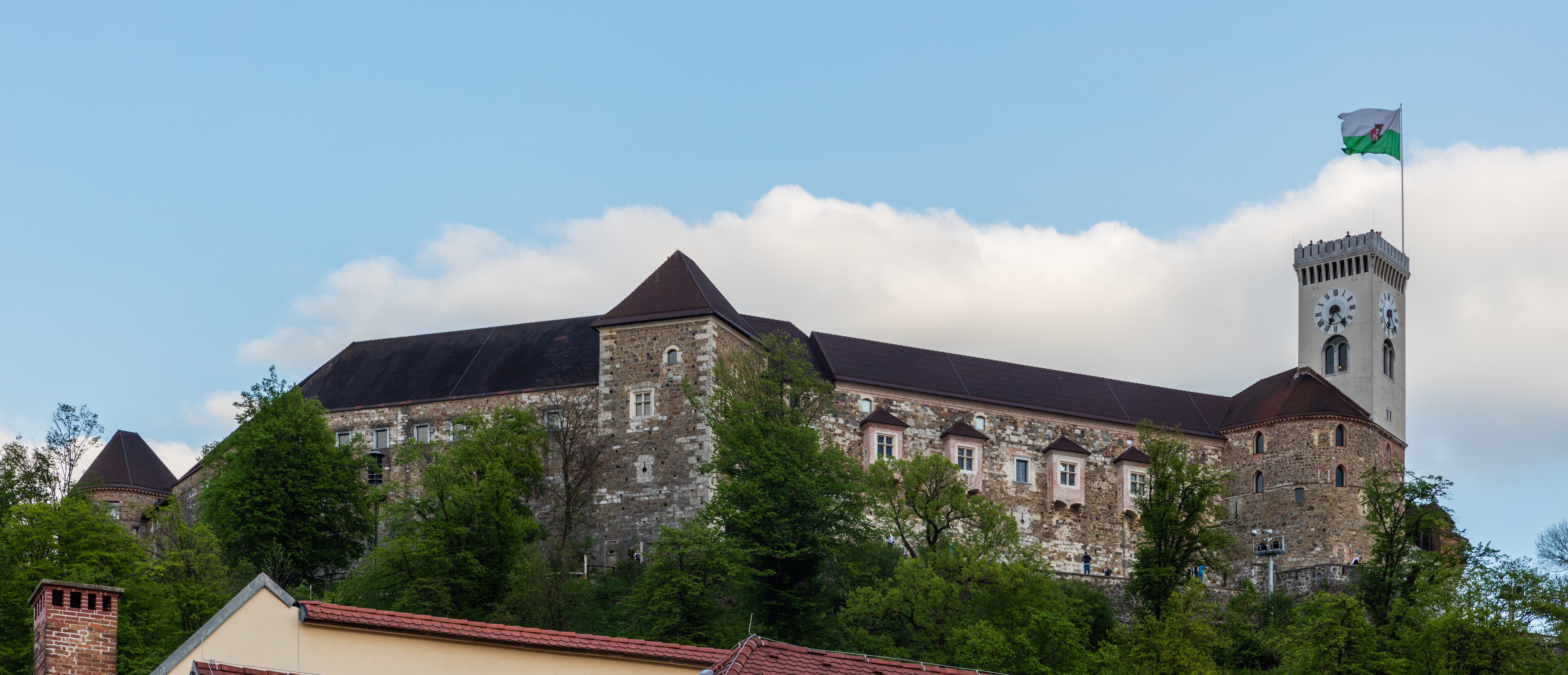
Vista del castillo de Liubliana

El castillo de Liubliana (Ljubljanski grad) es un castillo medieval situado en la cumbre de la colina que domina el centro de la ciudad. La zona que rodea el actual castillo se encuentra habitada desde el año 1200 a. C., y es probable que la cumbre de la colina fuera una fortaleza del ejército romano tras haber sido construida en ella fortificaciones por celtas e ilirios.
Mencionado por primera vez en 1144 como sede del Ducado de Carintia, el castillo es destruido cuando el ducado pasa a manos de los Habsburgo en 1335. Entre 1485 y 1495 se construye el castillo actual y se erigen las torres. Su objetivo era el de defender el imperio de la invasión otomana y también de las revueltas campesinas. En los siglos XVII y XVIII, el castillo se convierte en arsenal y hospital militar. Fue dañado durante el periodo napoleónico y, una vez de vuelta al Imperio austríaco, pasa a ser prisión hasta 1905, retomando dicha función durante la Segunda Guerra Mundial. La torre principal del castillo data de 1848 y en ella vivía un guardia cuya misión era la de disparar cañones para advertir a la ciudad en caso de incendio o para anunciar acontecimientos y visitas importantes.
En 1905, la ciudad de Liubliana compra el castillo, sufriendo una serie de reformas en los años 1960. Desde la finalización de las mismas, el castillo es una atracción turística y lugar donde tienen lugar diversos acontecimientos culturales. Desde 2007, un funicular conecta el centro de la ciudad con el castillo.

### Catedral de San Nicolás

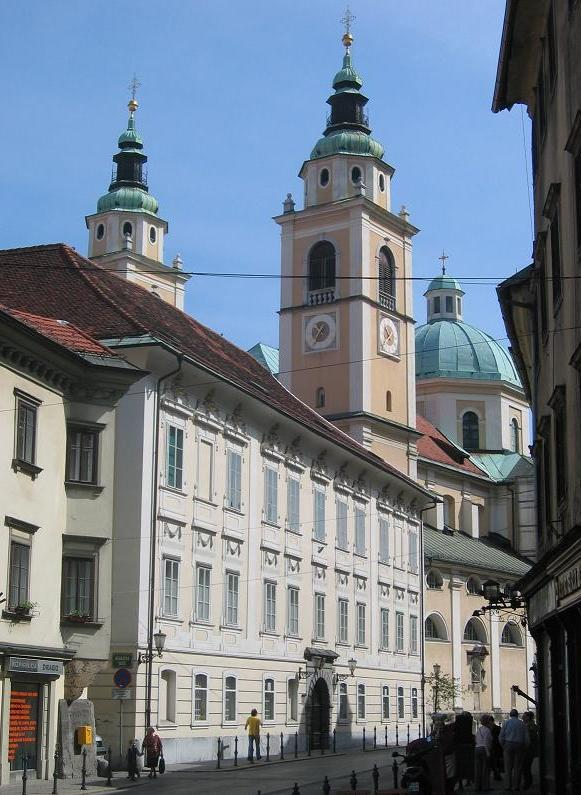
La catedral de San Nicolás

La catedral católica de San Nicolás (Stolnica svetega Nikolaja) es la única catedral de la ciudad. Fácilmente identificable gracias a su cúpula verde y sus dos torres gemelas, se ubica en la plaza Vodnik, cerca del Puente Triple (Tromostovje).
Anteriormente, el lugar lo ocupó una iglesia románica de tres naves cuyas primeras menciones se remontan a 1262. En 1361, un incendio causó su destrucción y se reconstruyó siguiendo los patrones del estilo gótico. En 1461 se estableció la archidiócesis de Liubliana. Un nuevo incendio, presumiblemente causado por los otomanos, destroza en 1469 de nuevo el edificio.
Finalmente, entre 1701 y 1706, el arquitecto jesuita Andrea Pozzo diseñó una nueva iglesia de estilo barroco con dos capillas laterales, en forma de cruz latina. La cúpula se construyó en el centro de la iglesia en 1841. El interior está decorado con frescos barrocos pintados por Giulio Quaglio entre 1703-1706 y 1721-1723.

### Iglesia Franciscana de la Anunciación

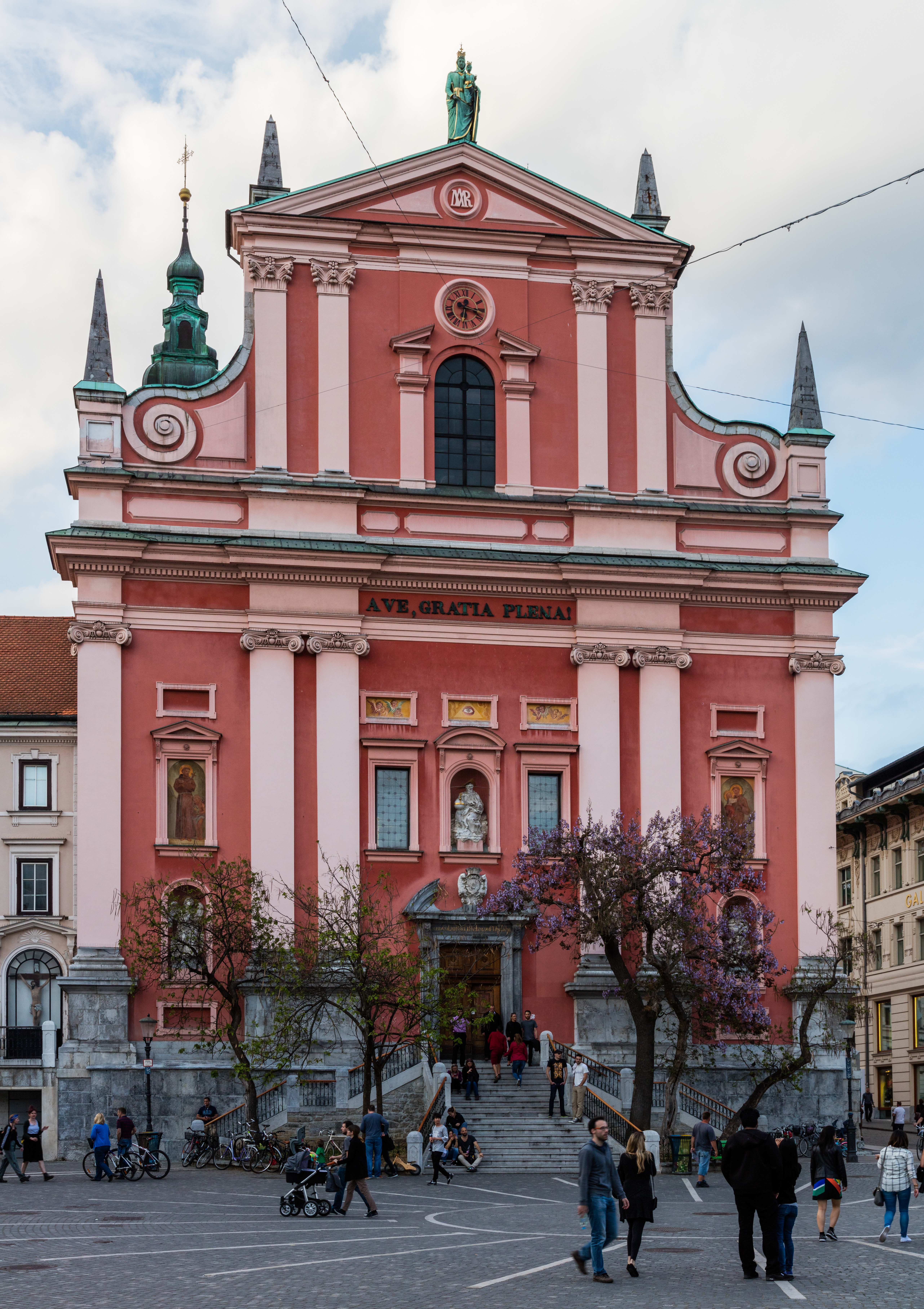
Iglesia de la Anunciación

La Iglesia Franciscana de la Anunciación (Frančiškanska cerkev Marijinega oznanjenja o comúnmente Frančiškanska cerkev) es un templo franciscano situado en la plaza Prešeren, junto al río Ljubljanica.
Fue construida entre 1646 y 1660, sustituyendo a la vieja iglesia en el mismo lugar. Su estructura tiene la forma de una basílica barroca temprana, con una nave central y dos hileras de capillas laterales. El altar mayor es obra del escultor Francesco Robba, de mediados del siglo XVIII. Gran parte de los frescos originales, obra de Matevž Langus, fueron destruidos por las grietas en el techo provocadas por el terremoto de 1895. Los nuevos frescos fueron pintados entre 1935 y 1936 por el pintor esloveno Matej Sternen.
Junto a la iglesia se encuentra el monasterio franciscano, que data del siglo XIII, famoso por su biblioteca, que contiene más de 70.000 libros, muchos de ellos incunables y manuscritos medievales. Fundado en 1233, el monasterio estuvo inicialmente situado en la plaza, para trasladarse a la ubicación actual durante las reformas de finales del siglo XVII.

### Iglesia de San Pedro
La iglesia católica de San Pedro (Cerkev Sv. Petra o Šentpetrska cerkev) es una de las iglesias más antiguas de la ciudad, teniéndose noticias de su existencia desde 1262.
El edificio conservado fue construido entre 1729 y 1733, cuando la vieja iglesia fue derribada y sustituida por el arquitecto italiano Giovanni Fusconi en una mezcla de estilos barroco y neoclásico tardío.
Después del terremoto de 1895, la iglesia fue restaurada en estilo neo-barroco. Esta renovación fue objeto de críticas por su supuesta baja calidad, y fue seguida por otra, realizada entre 1938 y 1940. La fachada fue completamente remodelada por el arquitecto esloveno Ivan Vurnik, mientras que su esposa Elena Vurnik contribuyó en la nueva decoración interior y los mosaicos. Los frescos del techo son obra del pintor Francisco Jelovšek, mientras que las pinturas del altar son de su contemporáneo Valentin Metzinger.

### Puente de los Dragones

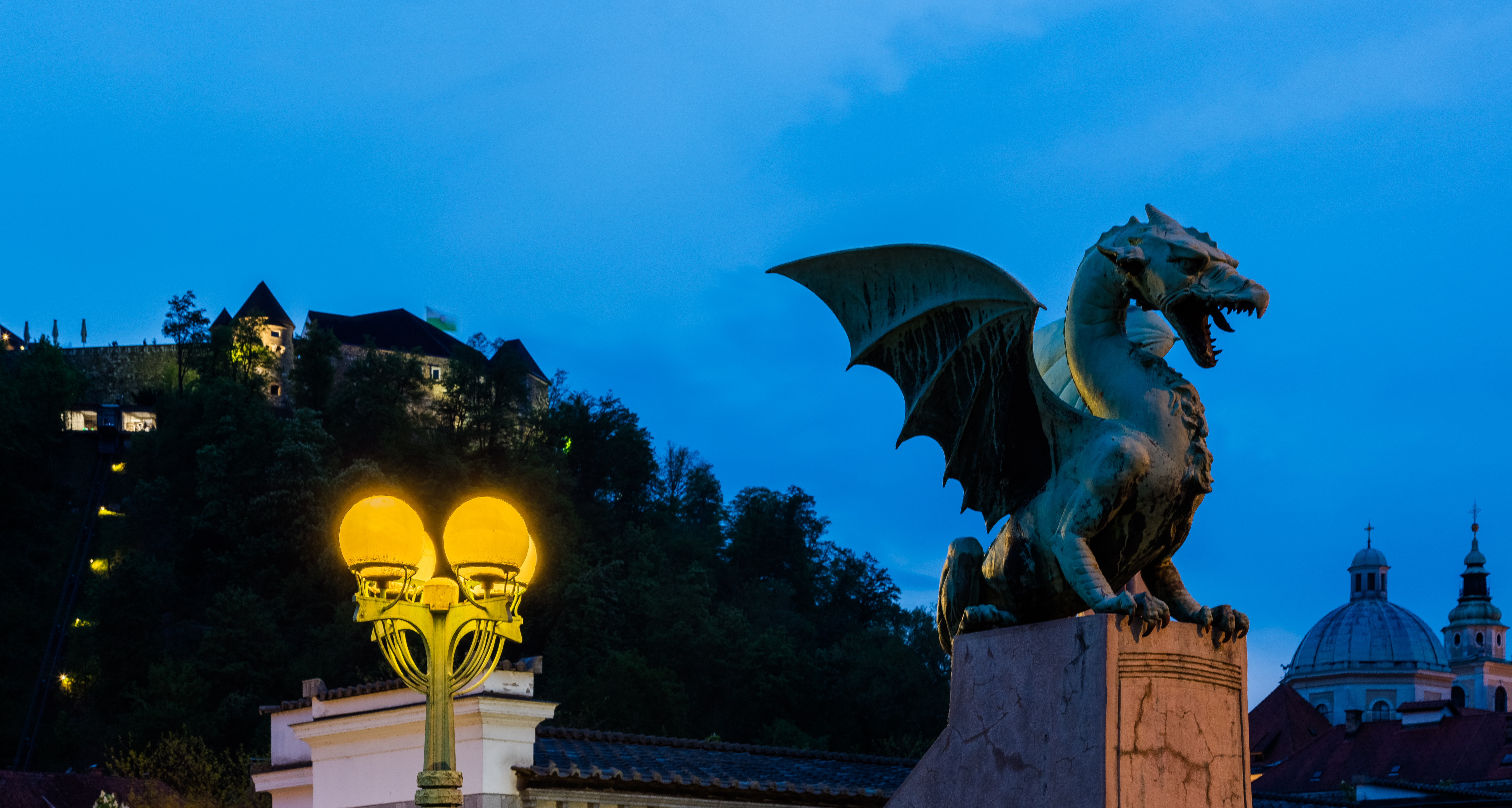
Puente de los Dragones

El puente de los Dragones (Zmajski most), sobre el río Ljubljanica, se construyó para sustituir el antiguo puente de madera de 1819, conocido popularmente como el Puente de los Carniceros (Mesarski most).
Levantado entre 1900 y 1901, cuando la ciudad aún pertenecía al Imperio austrohúngaro, y llamado originalmente Puente del Jubileo (Jubilejni most), es considerado como una de las mejoras obras del estilo arquitectónico de la Secesión de Viena, siendo además el primer puente de hormigón armado de Liubliana y uno de los primeros en Europa. Su diseñador fue Josef Melan, famoso ingeniero especializado en puentes de hormigón armado, y su apariencia modernista se debe al arquitecto Jurij Zaninovic, el cual diseñó la decoración, la balaustrada y las estatuas de dragón. Las lámparas de la balaustrada, que eran alimentadas por gas, son parte de la decoración original.
Algunos vecinos de la zona le han puesto el apodo de suegra, en referencia a los dragones que se encuentran en sus cuatro esquinas.

### Otros monumentos
Ruinas de Emona

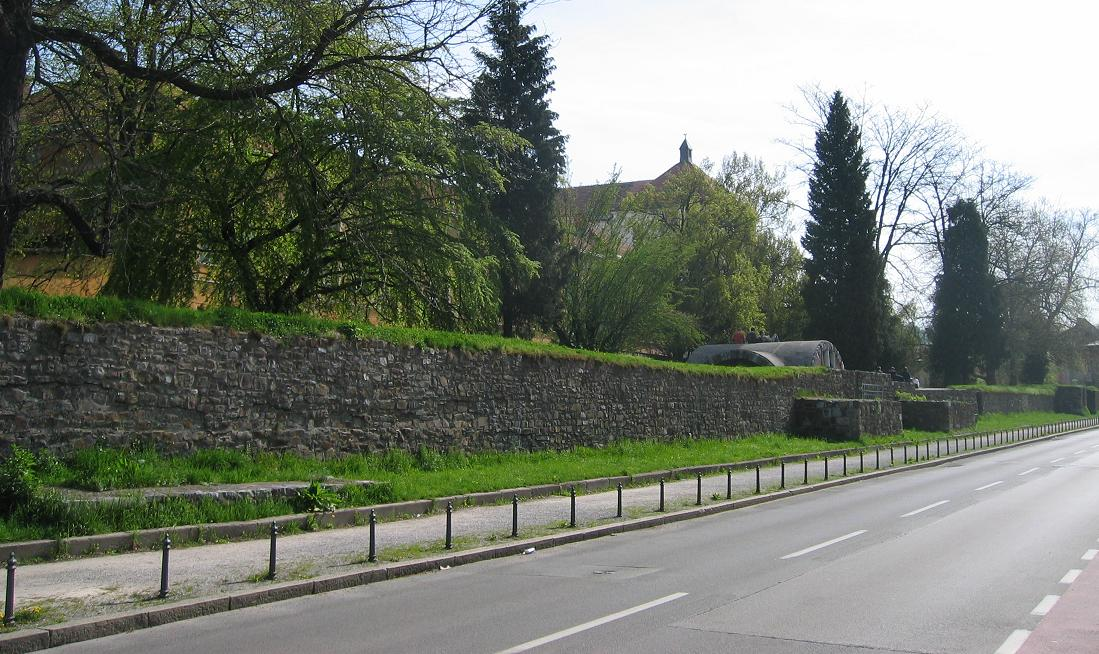
Restos de la muralla romana de Emona en la calle Mirje

De la antigua ciudad romana todavía son visibles algunos de sus restos como elementos del foro, la puerta norte de la ciudad, una necrópolis (en la cual fue encontrada una estatua de bronce), varias viviendas (en el jardín Jakopič), parte de la muralla, así como un primitivo templo cristiano de los siglos IV y V.
Monumentos civiles

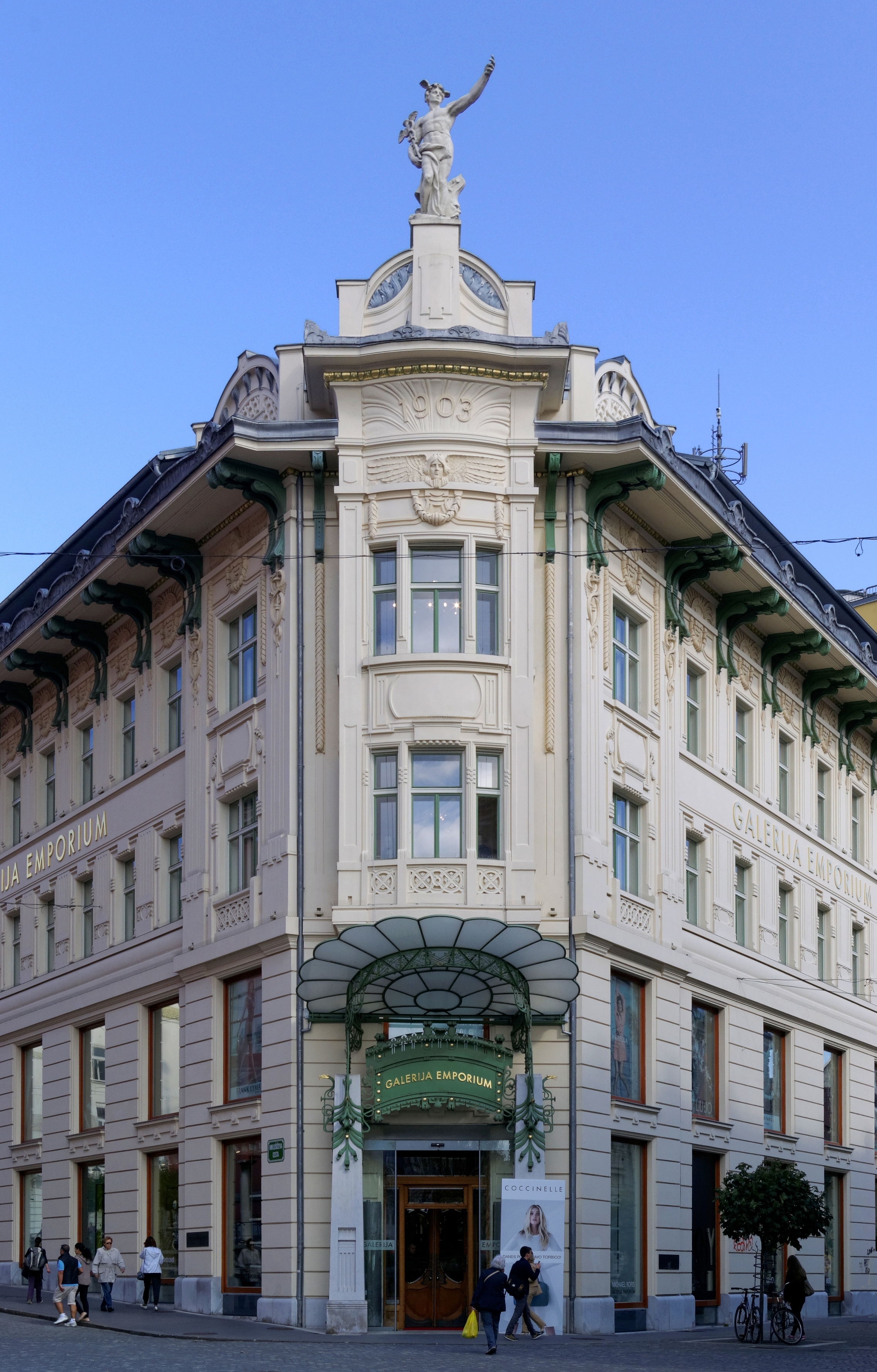
Fachada modernista de la casa Urbanc

Dentro de la variedad de estilos que salpican el centro de la ciudad, el primero cronológicamente es el barroco; a él pertenecen el ayuntamiento (Mestna hiša), construido a finales del siglo XV pero no adquirió su aspecto actual hasta 1717-19, la casa Schweiger (Schweigerjeva hiša), construida entre 1748 y 1749 a partir de los diseños de Cándido Zulliani y en la que destacan los marcos de las ventanas decorados y el portal de entrada, entre otros, el palacio Gruber (Gruberjeva palača), construido entre 1773 y 1781, según los bocetos de Daniel Gruber, para ser Escuela de Hidráulica y Mecánica, alberga actualmente el Archivo Nacional de Eslovenia (Narodni Arhiv Slovenije), el edificio Lontovž, construido entre 1786 y 1790 por Jozef Schemerl y antigua sede de la Asamblea Provincial de Carniola, alberga actualmente la Academia Eslovena de Ciencias y Artes, la mansión Cekin, construida entre 1752 y 1755 por encargo del conde Leopoldo Lamberg, se ubica en el parque Tivoli y actualmente alberga el Museo Nacional de Historia Contemporánea (Muzej novejše zgodovine Slovenije), dedicado a la historia reciente de Eslovenia. y la mansión Stična, construida entre 1628 y 1630 para albergar a los abades del monasterio cisterciense de Stična.
En los siglos XVIII y XIX se construyeron el edificio Kazina, edificado entre 1836 y 1839 en estilo neoclásico,
el antiguo edificio de la Universidad (Univerza v Ljubljani), ubicado en el sitio de la antigua Mansión Provincial donde, en 1821, tuvo lugar uno de los congresos de la Santa Alianza y destruida por el terremoto de 1895, fue construido en 1902 en estilo neo-renacentista, y desde 1919 albergó la Universidad, el edificio de la Filarmónica (Slovenska filharmonija), el Palacio Zois (Zoisova palača), construido a finales del siglo  XVIII bajo influencia del neoclasicismo, es conocido por haber sido hogar del barón Žiga Zois (1747-1819), el edificio de la Ópera, la Galería Nacional así como los palacios Kresija y Filip, construidos en estilo neo-barroco tras el terremoto de 1895 junto al río Ljubljanica.
Por su parte, el modernismo se pone de relieve en numerosas casas, como la casa Hribar (Hribarjeva hiša), construida entre 1902 y 1903 por Maks Fabiani y que se caracteriza por su fachada ondulada, la casa Krisper (Krisperjeva hiša), construida en 1900-01 por el mismo arquitecto, el cual incluyó motivos florales en la decoración de la fachada, la casa Bamberg (Bambergova hiša), construida entre 1906 y 1907 también por Maks Fabiani, su fachada se caracteriza por las franjas verticales de hormigón gris, la casa Urbanc, acabada en 1903 por Graz-Friedrich Sigismundt e inspirada en los grandes almacenes de la época, presenta una decoración a base de motivos vegetales, grabados de vidrio o lámparas de diseño, influida por el art nouveau belga y francés y la casa Hauptmann (Hauptmannova hiša), construida en 1873 pero reconstruida en 1904 en el estilo de la Secesión vienesa, presenta una fachada decorada con baldosas de cerámica de tonos verdes, azules y rojos.
Otros edificios modernistas son el edificio del Banco Popular de Préstamos Bancarios (Stavba Ljudske posojilnice), diseñado por Josip Vancaš en 1907, se caracteriza por su fachada decorada con baldosas de cerámica, el hotel Union, construido por el mismo arquitecto entre 1905 y 1907, presenta dos alas unidas a través de una torreta que culmina en cúpula y una fachada con decoración a base de motivos vegetales, el edificio del Banco Cooperativo de Negocios (Stavba Zadružne gospodarske banke), construido en 1921 por Ivan Vurnik, es considerado uno de los mejores ejemplos de arquitectura eslovena, presentando una fachada decorada a base de adornos geométricos en rojo, azul y blanco junto con elementos de la iconografía eslovena, el edificio de la Caja de Ahorros Municipal (Mestna hranilnica), construido entre 1903 y 1904 por Josip Vancaš, presenta una fachada en la que destaca el saliente con forma de pétalo hecho a base de hierro forjado y vidrio y las estatuas alegóricas del Comercio y la Producción y el edificio Mladika, obra de Fabiani acabada en 1907, en cuya fachada contrasta el ladrillo rojo con el color blanco, es actualmente sede del Ministerio de Asuntos Exteriores.
Ya en el siglo XX se edificaron el pequeño rascacielos (Mali nebotičnik), diseñado en 1931, el cual presenta fachada curva y balcones semicirculares, el Nebotičnik o rascacielos, construido en 1933 basado en modelos americanos y que en su momento fue el más alto de los Balcanes y el noveno de Europa, el edificio del Parlamento (Državni zbor Republike Slovenije), construido entre 1954 y 1959 para albergar la entonces Asamblea del Pueblo, está inspirado en la antigüedad clásica y destacan sus pinturas y frescos interiores así como el portal de entrada flaqueado por estatuas de trabajadores, el edificio Metalka, construido en 1963 a partir del modelo del edificio Seagram de Nueva York, y el edificio Kozolec, construido entre 1955 y 1957, su autor se basó en la Unidad de Habitación de Le Corbusier, y se caracteriza por su gran balcón sobre pilares y la división horizontal de la fachada mediante balcones.
Monumentos religiosos

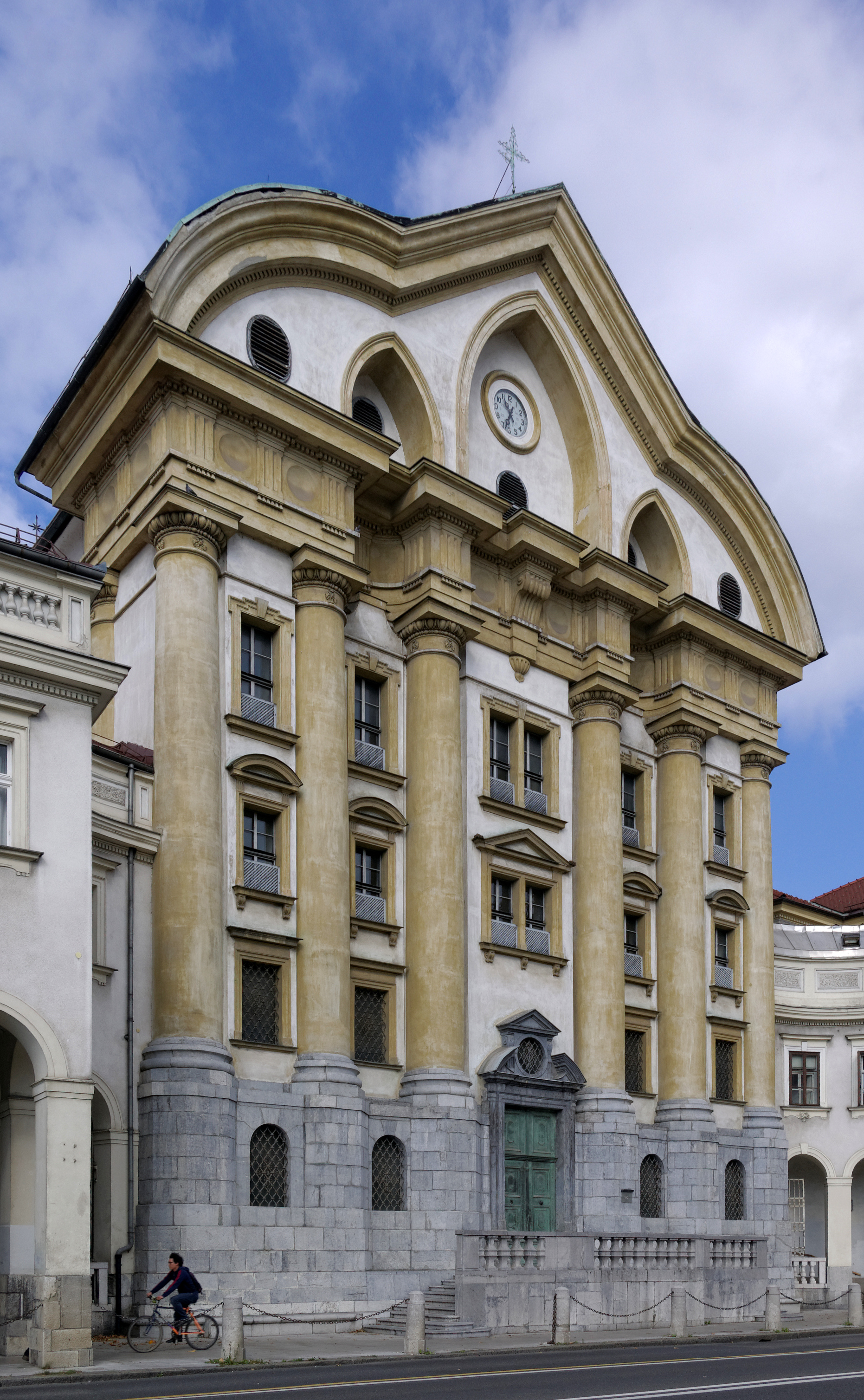
Fachada de la iglesia de las Ursulinas

Además de la catedral, la iglesia de San Pedro y la Iglesia Franciscana, otros templos del período barroco son: la iglesia de San Florián (Cerkev sv. Florijana) que, construida después de 1672, debe su apariencia a Jože Plečnik el cual la reconstruyó en 1933-34; la iglesia de Santiago (Cerkev sv. Jakoba), construida por los jesuitas entre 1613 y 1615, fue reformada en 1701 con, entre otras, estatuas de Francesco Robba. La capilla de San Francisco Javier (Kapela sv. Frančiška Ksaverija), inspirada en modelos venecianos, y profusamente decorada, fue añadida entre 1667 y 1670; la iglesia de Nuestra Señora de la Misericordia (Cerkev Marije pomočnice o Križevniška cerkev) fue construida en su origen por los caballeros de la Orden Teutónica en el siglo XIII. La moderna iglesia fue levantada por el veneciano Domenico Rossi entre 1714 y 1715; y la iglesia de las Ursulinas (Cerkev sv. trojice), construida entre 1718 y 1726, uno de los monumentos barrocos más inusuales de la ciudad debido a su fachada ondulada inspirada en los modelos de Francesco Borromini.
Inicialmente levantada en 1753, la moderna iglesia de San Juan Bautista (Cerkev Janeza Krstnika), en el distrito de Trnovo, fue construida entre 1854 y 1857, asumiendo su apariencia neo-románica después del terremoto de 1895. Por último, ya en el siglo XX, se levantaron las iglesias de la Encarnación de Cristo (Cerkev Kristusovega učlovečenja), de 1980-85 cuyas características más sorprendentes son la claridad de sus espacios (parcialmente excavados en la tierra), su mobiliario de madera y su techo ondulado parcialmente sembrado con césped, y la iglesia ortodoxa (Pravoslavna cerkev) de San Cirilo y San Metodio, construida en 1936 y adornada con cinco cúpulas, las cuales están rematadas con una cruz dorada.

### Puentes
Hasta la llegada del ferrocarril, el río Ljubljanica, también llamado río de los siete nombres, fue la principal vía para el transporte de mercancías desde y hacia Liubliana. El principal muelle se localizaba en la actual zona de Breg. La ciudad ha contado desde muy antiguo, probablemente desde época romana, con puentes para atravesarlo. En época medieval contaba con dos puentes de madera, y a finales del siglo XVIII el peligro de inundaciones se redujo gracias a la construcción, en 1783, del canal de Gruber (Grubarjev prekop), gracias a lo cual fueron surgiendo un buen número de nuevos puentes, algunos de ellos obras del arquitecto Jože Plečnik.
Entre todos ellos destacan los de Šempeter (Šempetrski most), de los Dragones (Zmajski most), de los Zapateros (Čevljarski most), construido entre 1931 y 1932, Šentjakob (Šentjakobski most), construido en 1915 reemplazando uno anterior de madera, Prule (Prulski most), Trnovo (Trnovski most) y el Puente Triple (Tromostovje), cuyo resultado final se debe a la construcción, por parte de Jože Plečnik, de dos puentes a los lados de uno ya existente desde 1842, y es considerado como una de las joyas arquitectónicas de la ciudad.

### Fuentes

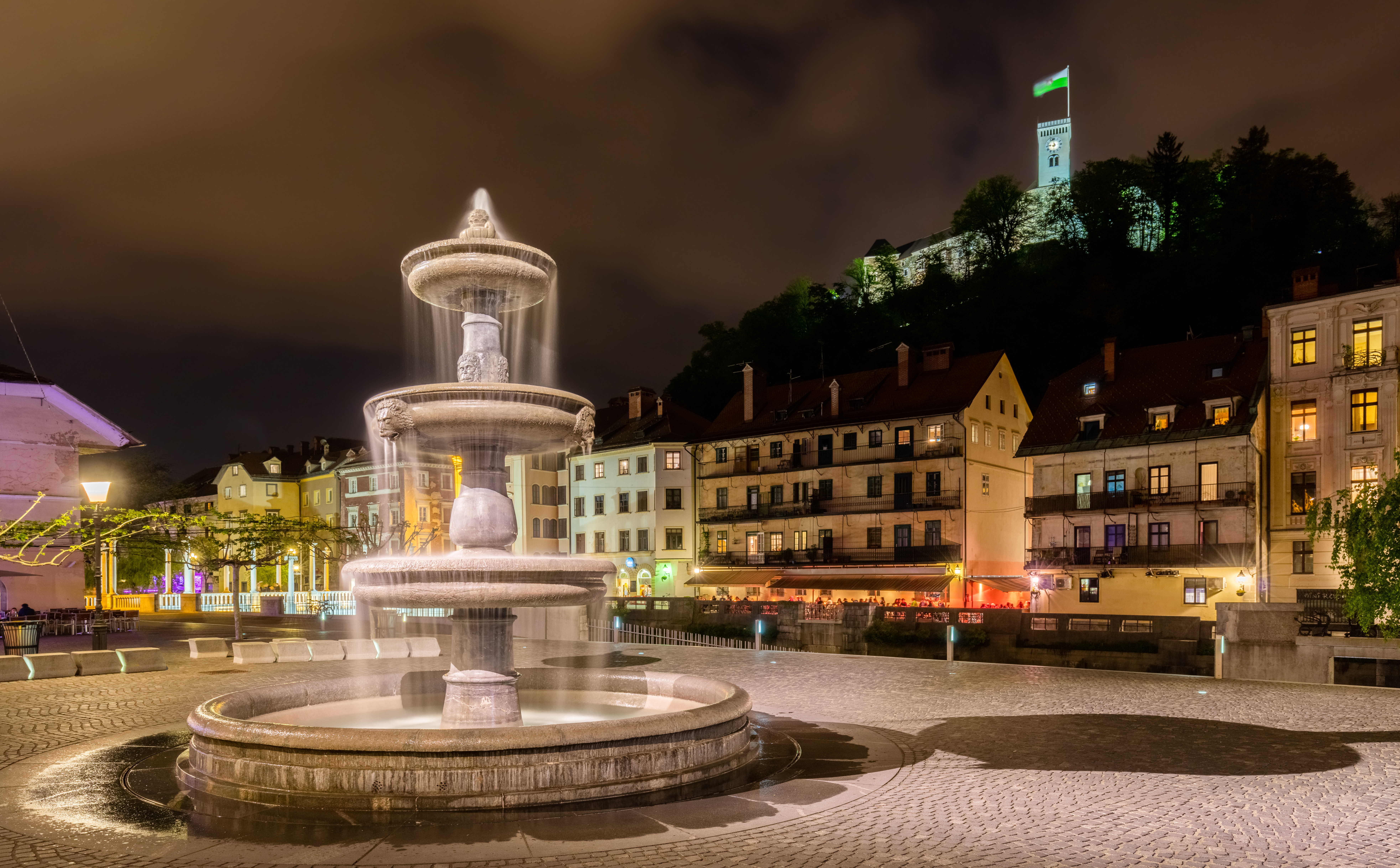
Fuente de la Plaza Nueva con el castillo al fondo

### Parques y jardines

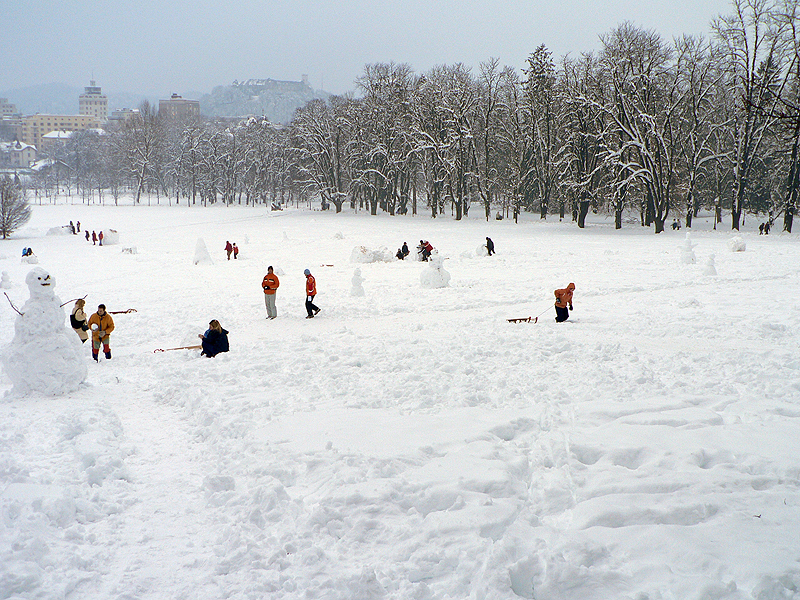
El parque Tivoli nevado

La ciudad cuenta con varios espacios verdes, tanto en la zona antigua como en los alrededores. Así, está el parque Miklošič (Miklošičev park), creado en 1902 en estilo art nouveau, el zoológico, situado en la colina Rožnik y en el que se pueden ver numerosas especies animales de todos los continentes, el jardín botánico, creado en 1810, siendo la institución cultural y científica más antigua de la ciudad, incluye una colección de más de 4500 especies de plantas, tanto autóctonas como de otros continentes, el Arboretum, el cual ocupa unas 80 hectáreas entre prados, lagos y bosques, y dispone de más de 4500 viveros de cultivo, el parque Argentina (Argentinski park), situado en el centro de la ciudad, y el más famoso de todos, el parque Tivoli.
El Tivoli es el más grande de Liubliana y se ubica a las afueras del distrito central. Cuenta con largos paseos, jardines, estatuas, fuentes, un estanque, un pequeño jardín botánico y un invernadero. Fue creado en 1813 durante la administración napoleónica y en 1920 fue reformado por Jože Plečnik, quien construyó el paseo Jakopič (Jakopičevo sprehajališče). Varios edificios importantes se encuentran en él, como el castillo de Tivoli (sede del Centro Internacional de Artes Gráficas), la mansión Cekin (sede del Museo Nacional de Historia Contemporánea) o el Hala Tivoli.

### Plazas

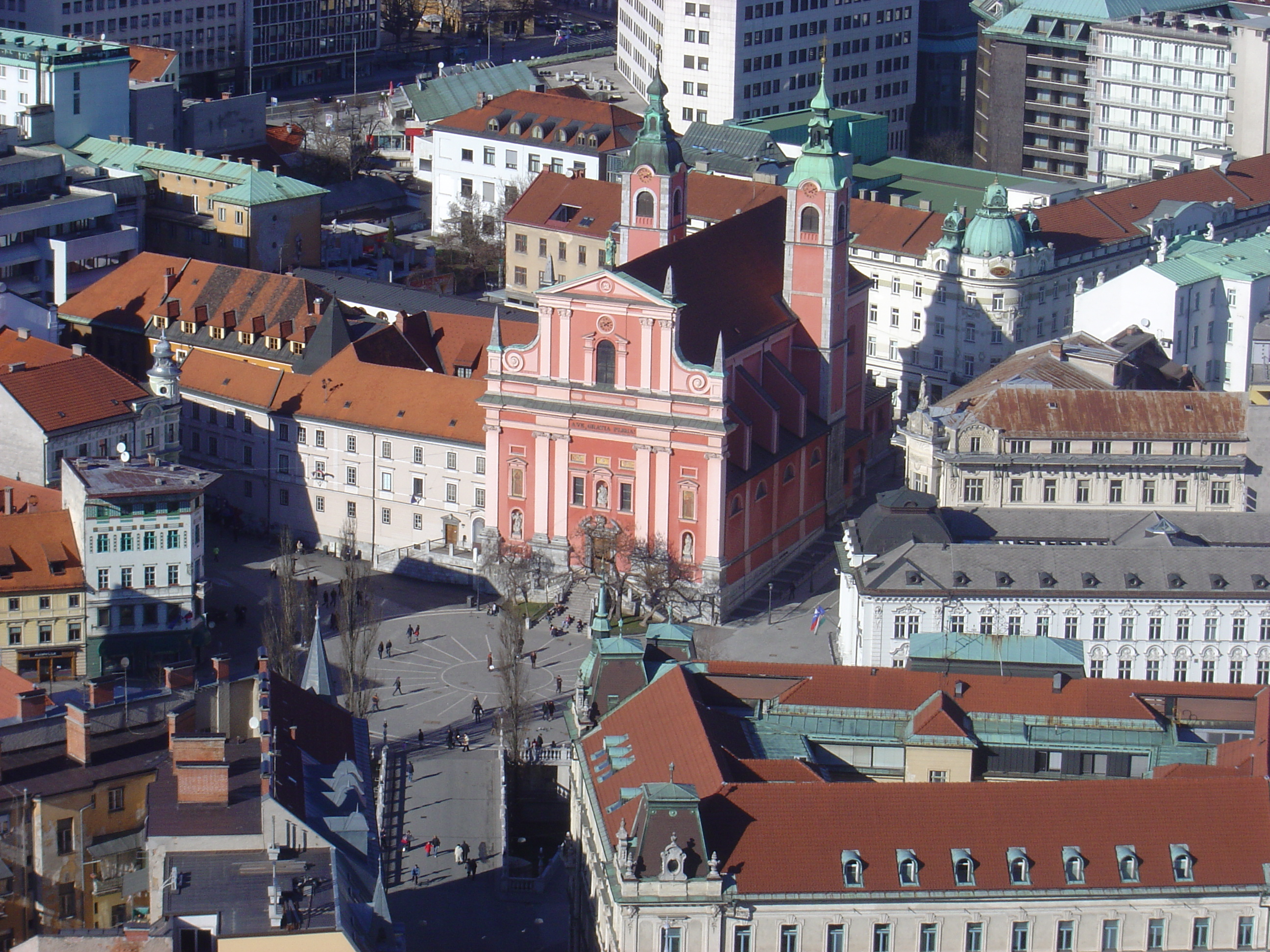
Vista de la plaza Prešeren desde el castillo

Las plazas han tenido un papel destacado en la historia de Liubliana y un paseo por algunas de ellas muestra todos los estilos artísticos presentes en la ciudad. Así, los períodos medieval y barroco se reflejan en las plazas Municipal (Mestni trg), Vieja (Stari trg) y Superior (Gornji trg), el período modernista en la plaza Eslovena (Slovenski trg), y el trabajo de Jože Plečnik se observa en las plazas Vodnik (Vodnikov trg), Revolución francesa (Francoske Revolucije Trg) y Levstik (Levstikov trg).
El centro político, cultural y de negocios de la presente Liubliana es la Plaza de la República (Trg republike), cuya función era antiguamente desempeñada por la Plaza del Congreso (Kongresni trg), en la cual están los edificios de la Universidad, la Filarmónica y la iglesia de las Ursulinas. El actual centro vital de la ciudad es la Plaza Prešeren (Prešernov trg), donde se ubican la Iglesia Franciscana, el monumento al poeta France Prešeren, numerosos edificios modernistas así como el edificio de la Farmacia Central.

## Cultura

### Museos

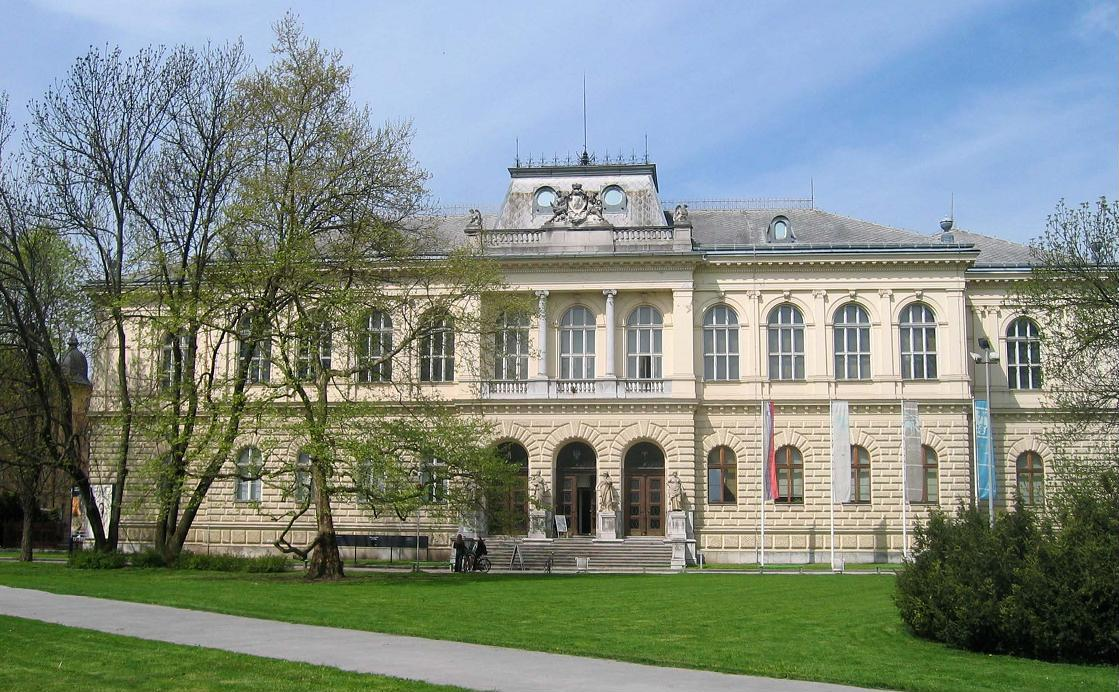
Vista frontal del Museo Nacional

La ciudad cuenta con numerosas galerías artísticas y museos. Así, en 2005, había 15 museos y 41 galerías de arte. Entre los museos se encuentran el Museo Nacional, el Museo Esloveno de Historia Natural, el Museo Etnográfico Esloveno, el Museo de Nacional de Historia Contemporánea, el Museo de los Deportes, el Museo del Ferrocarril, el Museo de Liubliana o el Museo de Arquitectura. De entre las galerías destacan el Centro de Cultura Alternativa Metelkova, el Centro Internacional de Artes Gráficas, el Museo de Arte Moderno o la Galería Nacional. En 2005, los museos recibieron 264 470 visitantes y las galerías 403.890.
Museo Nacional

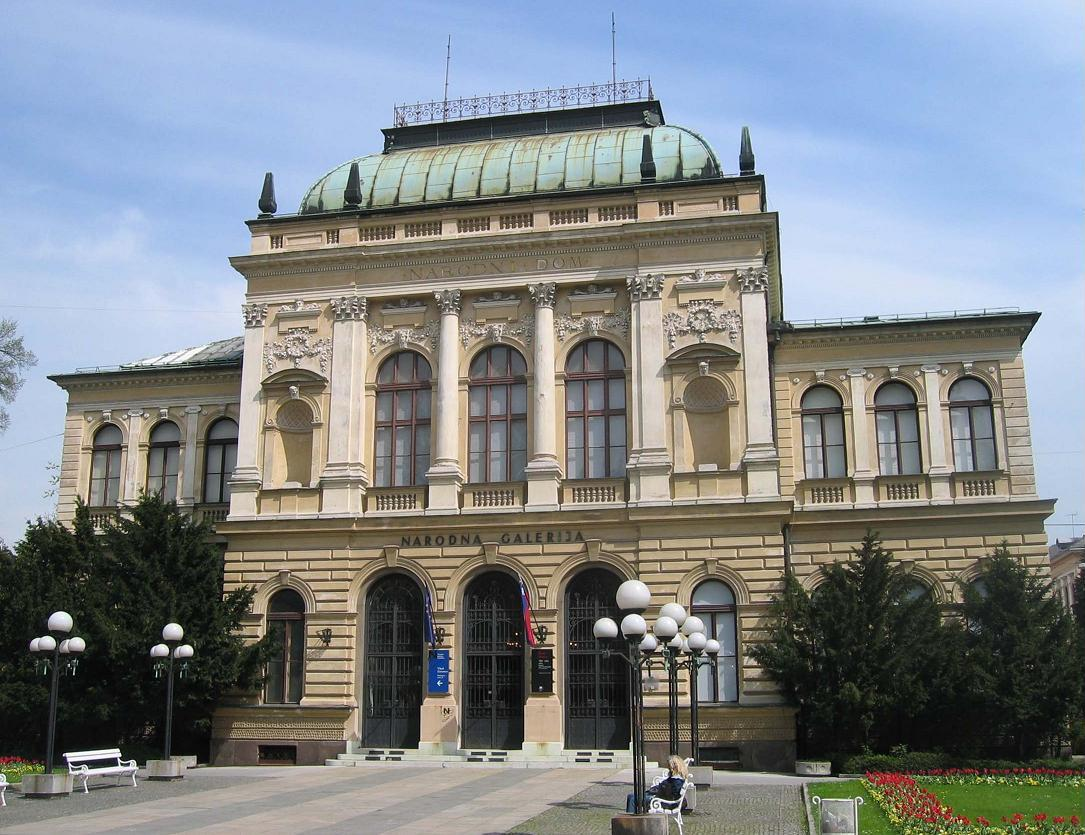
Edificio principal de la Galería Nacional

El Museo Nacional de Eslovenia (Narodni muzej Slovenije), ubicado en un palacio neo-renacentista del siglo XIX, se remonta a 1821, con la fundación del Museo Provincial de Carniola. En su colección se presenta la historia de los eslovenos, reúne una selección de piezas que van desde la Prehistoria hasta la Edad Media y los tiempos modernos, además de un conjunto de inscripciones latinas de época romana e incluso una momia del Antiguo Egipto. Una de las piezas más destacadas es una flauta neanderthal de 47 000 años de antigüedad procedente de la excavación de Divje Babe.
Galería Nacional
La Galería Nacional (Narodna galerija), fundada en 1918, se encuentra alojada en un edificio neo-renacentista construido en 1896 según el diseño de František Edmund Škabrout, y acoge una colección de arte que abarca desde la Edad Media hasta principios del siglo XX. En tiempos recientes ha sido objeto de dos modificaciones; en 1993 le fue añadido un anexo en estilo postmodernista, y en 2001 se añadió una extensión de vidrio que conecta el nuevo anexo al edificio principal.
Museo de Arte Moderno
El Museo de Arte Moderno de Liubliana (Moderna galerija Ljubljana) fue construido entre 1940 y 1951 por Edvard Ravnikar, seguidor de Jože Plečnik, cuya influencia es observable, por ejemplo, en los bloques de piedra que sobresalen en la fachada o las orlas de piedra artificial alrededor de las ventanas. En su interior alberga una colección de obras de artistas eslovenos del siglo XX, y es una de las sedes de la Bienal Internacional de Liubliana de Artes Gráficas.
Centro de Cultura Alternativa Metelkova
El Centro de Cultura Alternativa Metelkova se encuentra en un antiguo complejo militar austrohúngaro, construido a finales del siglo XIX, que actualmente alberga varios museos e instituciones. Su origen está en 1993, cuando el complejo fue ocupado por voluntarios para evitar su derribo, tomándose entonces la decisión de dedicarlo a fines culturales. Metelkova se ha convertido en un importante centro de cultura alternativa y lugar de celebración de conciertos, conferencias y otros eventos con artistas de todo el mundo.
La calle Metelkova, además del Centro, alberga numerosos clubes y salas de conciertos en los cuales se tocan variados tipos de música, principalmente rock alternativo. En los años 1980, Liubliana se convirtió en el centro del Neue Slowenische Kunst, que incluye, entre otros, al grupo musical Laibach y los pintores del colectivo IRWIN. El filósofo Slavoj Žižek también se asocia con él.

### Espacios culturales
Ópera

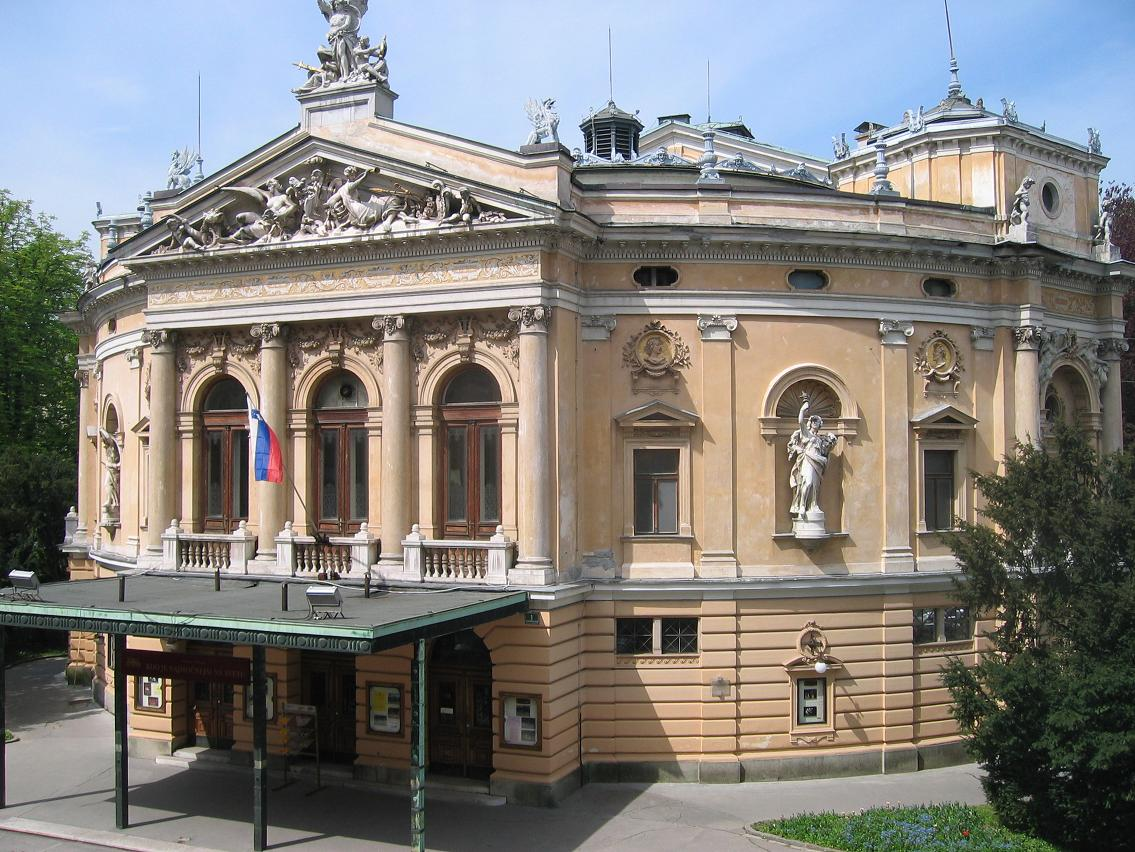
Fachada de la Ópera de Liubliana

La Ópera de Liubliana (SNG Opera in balet Ljubljana), anteriormente sede del Teatro Provincial (Deželno gledališče), fue construida entre 1890 y 1892 en estilo neo-renacentista y, antes de la construcción del Teatro Alemán, ofrecía representaciones tanto en alemán como en esloveno. La apariencia característica del edificio estriba en la fachada adornada con columnas jónicas y las esculturas alegóricas, obra de Alojzij Gangl, representando Tragedia, Comedia, Poesía, Gloria y Genio.
Teatro Drama

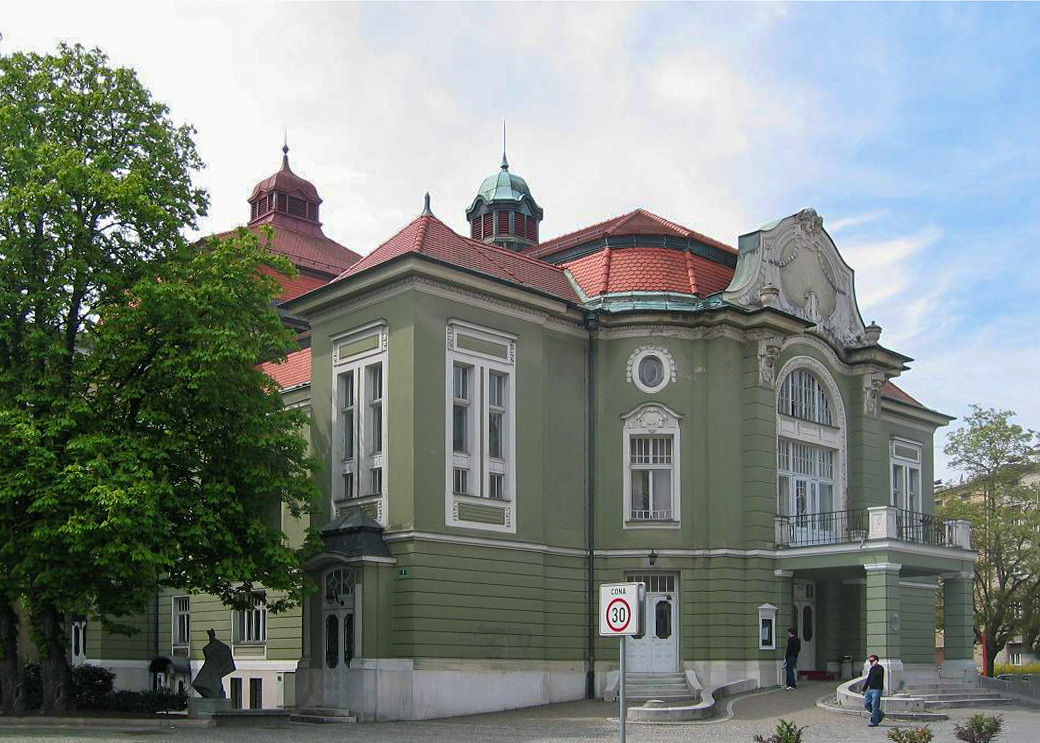
Fachada del Teatro Drama

El teatro Drama (SNG Drama Ljubljana) fue construido entre 1909 y 1911 por los ciudadanos proalemanes de la ciudad, organizados en la Sociedad Teatral Alemana en Liubliana (Deutscher Theaterverein in Laibach), a partir de un diseño de Alexander Graf. Presenta un interior muy decorado, vestíbulo en estilo neoclásico y ornamentos art nouveau en el exterior. Tras la Primera Guerra Mundial pasó a manos del Teatro Nacional Esloveno Drama de Liubliana.
Filarmónica Eslovena

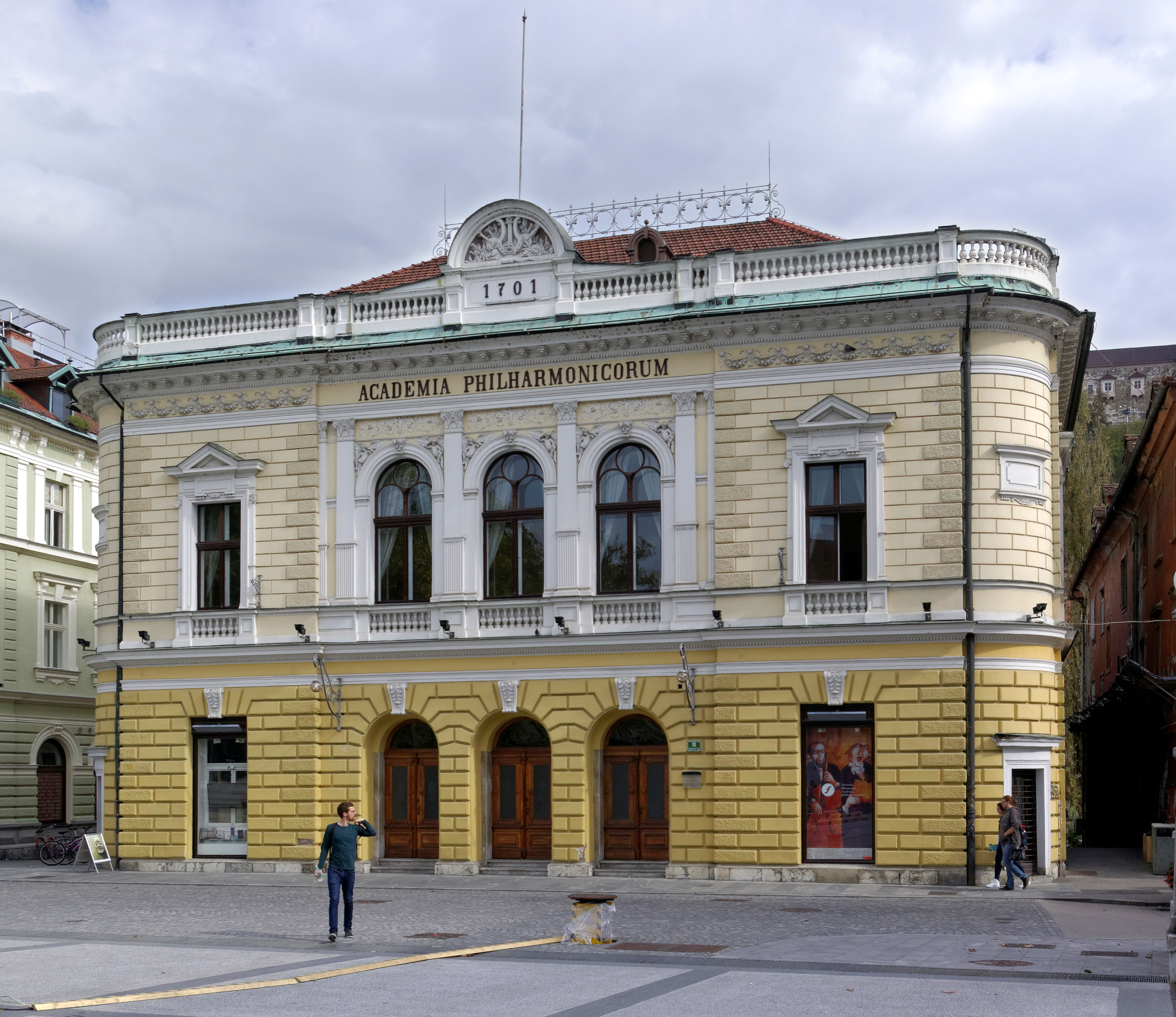
Edificio de la Orquesta Filarmónica Eslovena

La Orquesta Filarmónica Eslovena (Slovenska filharmonija) tiene su origen en 1701 cuando se creó la Academia Philharmonicorum. Ésta fue sucedida en 1794 por la Sociedad Filarmónica, predecesora de la actual Filarmónica, entre cuyos miembros se encontraban compositores como Joseph Haydn, Ludwig van Beethoven y Johannes Brahms, además del violinista Niccolò Paganini.
El edificio de la Filarmónica fue construido en 1891 sobre los cimientos del antiguo Teatro Estate (Stanovsko gledališče), edificado en 1763 con motivo de la visita del emperador José II a la ciudad, y destruido en 1887. Diseñado por Adolf Wagner en estilo neo-renacentista, presenta las características esquinas redondeadas de los teatros de la época.
Centro Cultural y de Congresos
El Centro Cultural y de Congresos (Cankarjev dom), construido entre 1982 y 1983 según diseños de Edvard Ravnikar, es la institución cultural más grande de Eslovenia. Cuenta con numerosas salas que se utilizan para conciertos, teatro, películas y conferencias. Con algunas de sus salas bajo tierra, la parte visible consta de tres alas, estando su fachada cubierta de piedra blanca decorada con pliegues en los lados.
Centro de Exposiciones y Congresos
El Centro de Exposiciones y Congresos (Gospodarsko razstavišče) es un complejo construido entre 1954 y 1958 según un diseño de Branko Simčič. Entre sus edificios está la Sala A, con su característico techo curvo, y el Pabellón Jurček, con forma de hongo.

### Festividades y eventos
A lo largo del año se celebran numerosos eventos culturales y festivos en la capital eslovena. Cronológicamente, a finales de mayo tiene lugar el Festival Internacional de Músicas Alternativas y Étnicas Druga Godba. Entre junio y julio se celebran el Festival Internacional de Jazz, que presenta algunas de las figuras más importantes del jazz a nivel internacional, y que en 2009 celebra su 50.ª edición, y el Festival Internacional de Teatro en la Calle Ana Desetnica, en el que, desde hace doce años, artistas, payasos o músicos presentan sus actuaciones por las calles y plazas del casco antiguo de la ciudad.
También en los meses de verano tiene lugar el Festival Internacional de Verano (Ljubljanski poletni festival), cuyo origen se remonta a 1953, con actuaciones musicales, teatrales y danza por artistas nacionales e internacionales que cada año atraen a 80 000 visitantes a la ciudad, y el Verano en el Casco Antiguo, con actos en vivo pos las calles y plazas de la ciudad.
En septiembre y octubre de cada año impar se organiza la Bienal Internacional de Artes Gráficas, una de las más grandes del mundo y una de las más prestigiosas de esta naturaleza, cuyos orígenes se remontan a 1955. En octubre (cada año par) tiene lugar Bio, con exhibiciones internacionales de diseño industrial, y el Festival Internacional de Arte Contemporáneo "Ciudad de las Mujeres" (Mesto žensk), dedicado a las creaciones artísticas femeninas contemporáneas que cada año preparan sobre un tema en particular. A finales del mes se celebra la Maratón Internacional de Liubliana.
En noviembre se celebra el Festival Internacional de Cine de Liubliana (LIFFe), que en 2009 cumplió veinte años desde su primera edición, y en diciembre, con motivo de la Navidad, tienen lugar conciertos y actividades infantiles, entre otros. Además, todos los domingos tiene lugar un rastro en la parte vieja de la ciudad, en el que se pueden encontrar antigüedades, obras de arte y todo tipo de baratijas.
Liubliana fue escogida por la UNESCO «Capital Mundial del Libro» en 2010.
| Predecesor: Beirut | Capital Mundial del Libro 2010 | Sucesor: Buenos Aires |

## Medios de comunicación
Prensa escrita
En Liubliana se pueden encontrar los principales periódicos de información general, como Delo, Dnevnik, Večer, Slovenia Times y Zurnal, diarios económicos como Podjetnik o Economist y deportivos como Ekipa. En cuanto a periódicos locales, están Indireck, el periódico digital Ljubljanske Novice, el religioso Druzina y el económico Finance.
Radio
La capital eslovena cuenta con varias emisoras de radio. De información general hay presencia de las principales cadenas nacionales: Radio Slovenija A1 y Radio Kaos. En cuanto a emisoras musicales o culturales, Liubliana cuenta con Radio Slovenija Ars, Radio Slovenija Val202, Radio 1, Radio Antena, Radio Center, Radio Ekspres, Radio Salomon, Radio Student y Radio Veseljak.
Televisión
En Liubliana, al igual que en el resto del país, está presente la Radiotelevisión Eslovena (Radiotelevizija Slovenija), de carácter público, que ofrece tres canales: TV SLO 1, TV SLO 2 y TV SLO 3. En cuanto a la televisión privada, cuenta, entre otros, con Pop TV y Kanal A.

## Deportes
Entidades deportivas

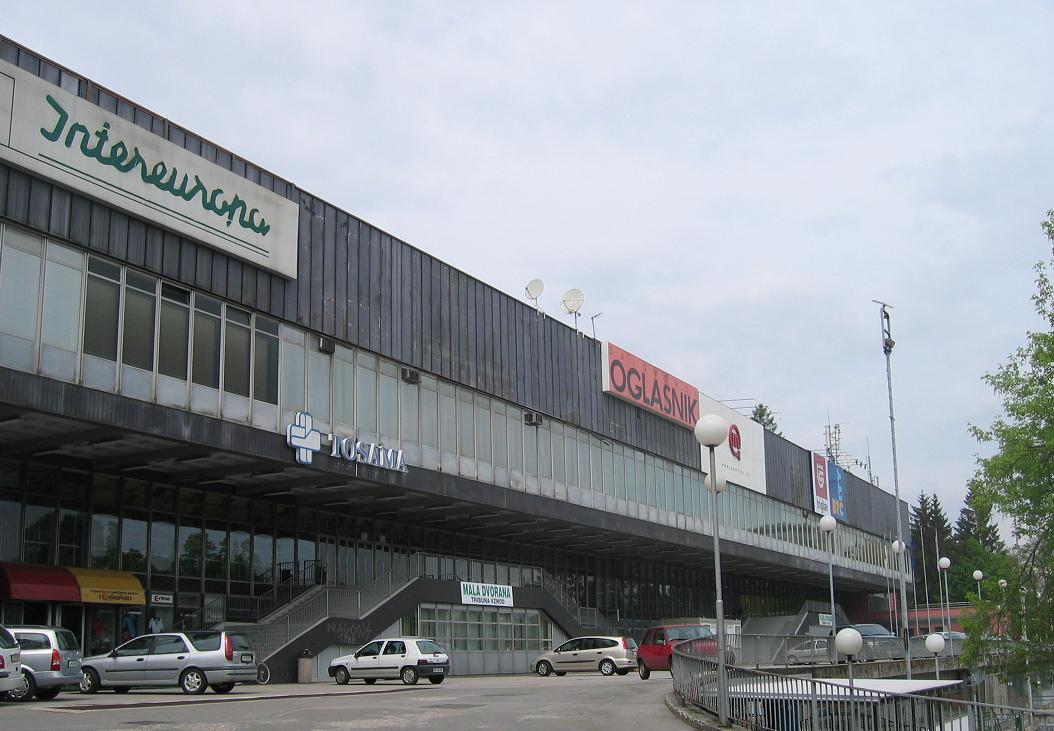
El pabellón Tivoli, donde juegan algunos de los clubes de la ciudad

En fútbol, la ciudad cuenta con el Interblock Ljubljana, ganador de dos copas de Eslovenia y el Olimpija Ljubljana, ganador de cuatro ligas y cuatro copas de Eslovenia, ambos en la PrvaLiga eslovena. En baloncesto, Liubliana está representada por el KD Slovan, el ŽKD Ježica Ljubljana y el KK Union Olimpija, el más laureado de la ciudad, con veinte ligas de baloncesto (seis de ellas durante la antigua Yugoslavia), quince copas de Eslovenia, tres Supercopas de Eslovenia y un tercer puesto en la Euroliga de 1997.
En cuanto al hockey sobre hielo, los clubes de Liubliana son el HD HS Olimpija, el ŠD Alfa, el HK Slavija y el HDD Olimpija Ljubljana. Todos compiten en la liga de hockey sobre hielo de Eslovenia y algunos de ellos también en la liga austríaca.
En cuanto al esquí, las pistas más cercanas se sitúan 30 km al noroeste, cerca de Kamnik. La estación de Krvavec posee diez telesillas para 35 km de pistas.
Instalaciones deportivas

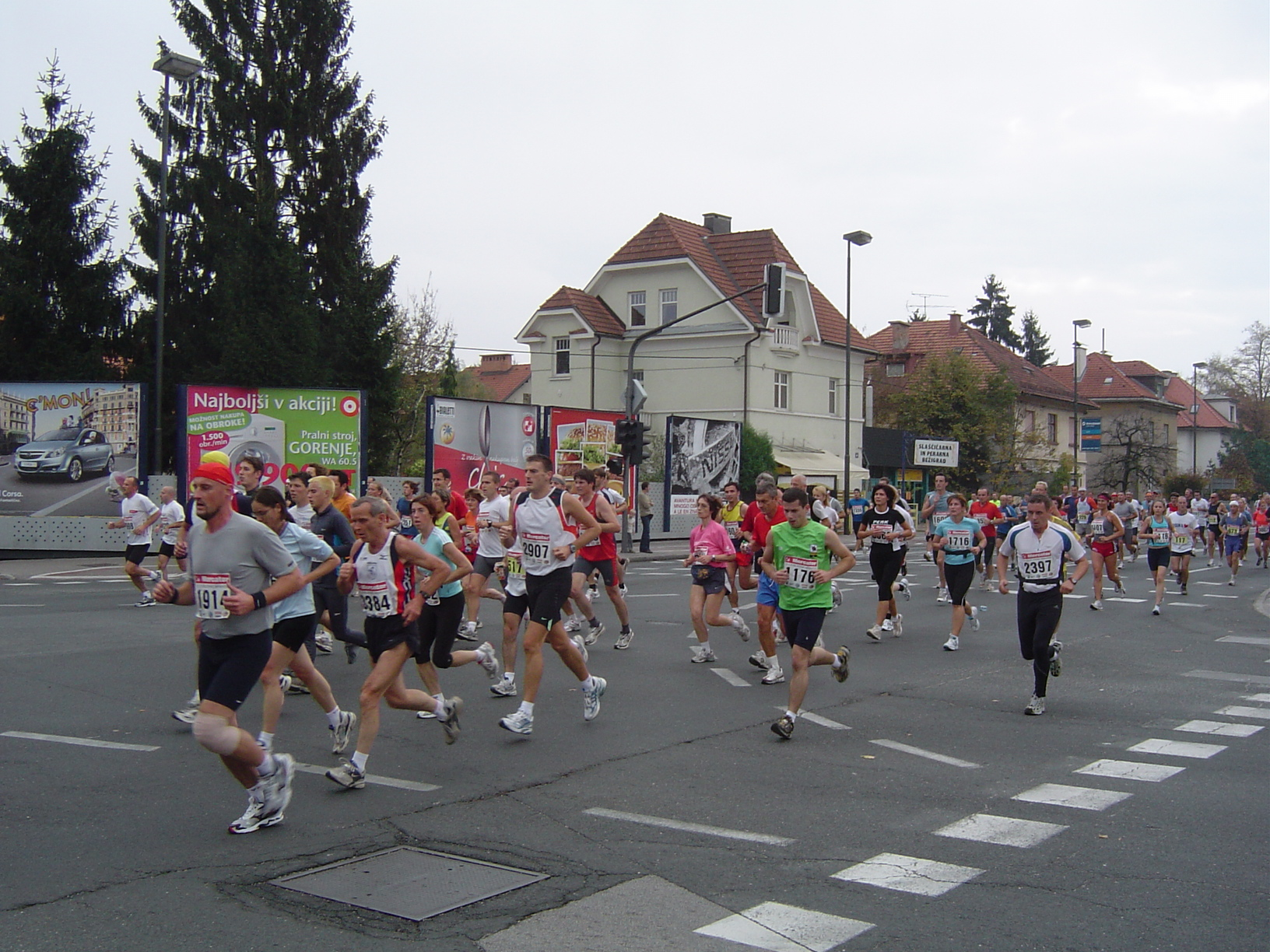
La Maratón de Liubliana atrae a miles de corredores cada año

El pabellón Tivoli Arena fue construido entre 1963 y 1965, y se encuentra en el centro de la ciudad, en la periferia del parque Tivoli. Tras su renovación, terminada en 2000, la sala grande tiene una capacidad de 6000 espectadores, mientras que la sala pequeña, terminada en 1995, tiene 4050 asientos.
El Estadio Central (Osrednji stadion) fue construido para la Sociedad Orel entre 1925 y 1941 según los diseños de Jože Plečnik. Su estilo queda reflejado, por ejemplo, en las balaustradas o en las bóvedas de entrada apoyadas sobre pseudo-columnas dóricas. Usado frecuentemente en partidos de fútbol o para conciertos, fue clausurado en 2008 de cara a una reforma del mismo. En marzo de 2009 se aprobó el proyecto ganador, obra del estudio de arquitectura GMP de Berlín.
Eventos deportivos
El último domingo de octubre tiene lugar por las calles de la ciudad el Maratón Internacional de Liubliana (Ljubljanski maraton), que, desde 1996, atrae a varios miles de corredores cada año. También, y desde 1957, entre el 8 y el 10 de mayo se celebra la tradicional marcha a lo largo del Sendero de la Memoria y la Camaradería (Pot spominov in tovarištva), conmemorando la liberación de Liubliana el 9 de mayo de 1945.
La localidad de Tacen, situada junto al río Sava, ocho kilómetros al noroeste de la Liubliana, alberga casi todos los años una competición internacional de kayak, que se remonta a 1939, siendo parte, por ejemplo, de la Copa del Mundo de Eslalon y de los Campeonatos del Mundo de 1991 y 2010. Entre el 22 y el 27 de octubre de 1970 la ciudad fue sede del XVII Campeonato Mundial de Gimnasia.

## Ciudades hermanadas
| - Nottingham - Reino Unido, desde 1963. - Atenas - Grecia, desde 2000. - Belgrado - Serbia, desde 2003. - Bratislava - Eslovaquia, desde 1967. - Bruselas - Bélgica, desde 2004. - Chemnitz - Alemania, desde 1966. - Medellín - Colombia, desde 1994. - Chengdu - China, desde 1981. | - Cleveland - Estados Unidos. - Leverkusen - Alemania, desde 1979. - Mardin - Turquía, desde 2003. - Moscú - Rusia, desde 2000. - Parma - Italia, desde 1964. - Pésaro - Italia, desde 1964. - Ploče - Croacia, desde 1982. - Rijeka - Croacia, desde 1979. | - Sarajevo - Bosnia-Herzegovina, desde 2002. - Skopie - Macedonia del Norte, desde 2007. - Susa - Túnez, desde 1969. - Tiflis - Georgia, desde 1977. - Viena - Austria, desde 1999. - Graz - Austria, desde 2001. - Wiesbaden - Alemania, desde 1977. - Zagreb - Croacia, desde 2001. |